# André Dunoyer de Segonzac
Pour les articles homonymes, voir Dunoyer et Segonzac.
André Albert Marie Dunoyer de Segonzac, né le 6 juillet 1884 à Boussy-Saint-Antoine (Seine-et-Oise, aujourd'hui Essonne) et mort le 17 septembre 1974 à Paris, est un peintre, dessinateur, graveur et illustrateur français.
On retient qu'« il apparut, dès 1918, comme le principal représentant du réalisme traditionnel ».

## Biographie

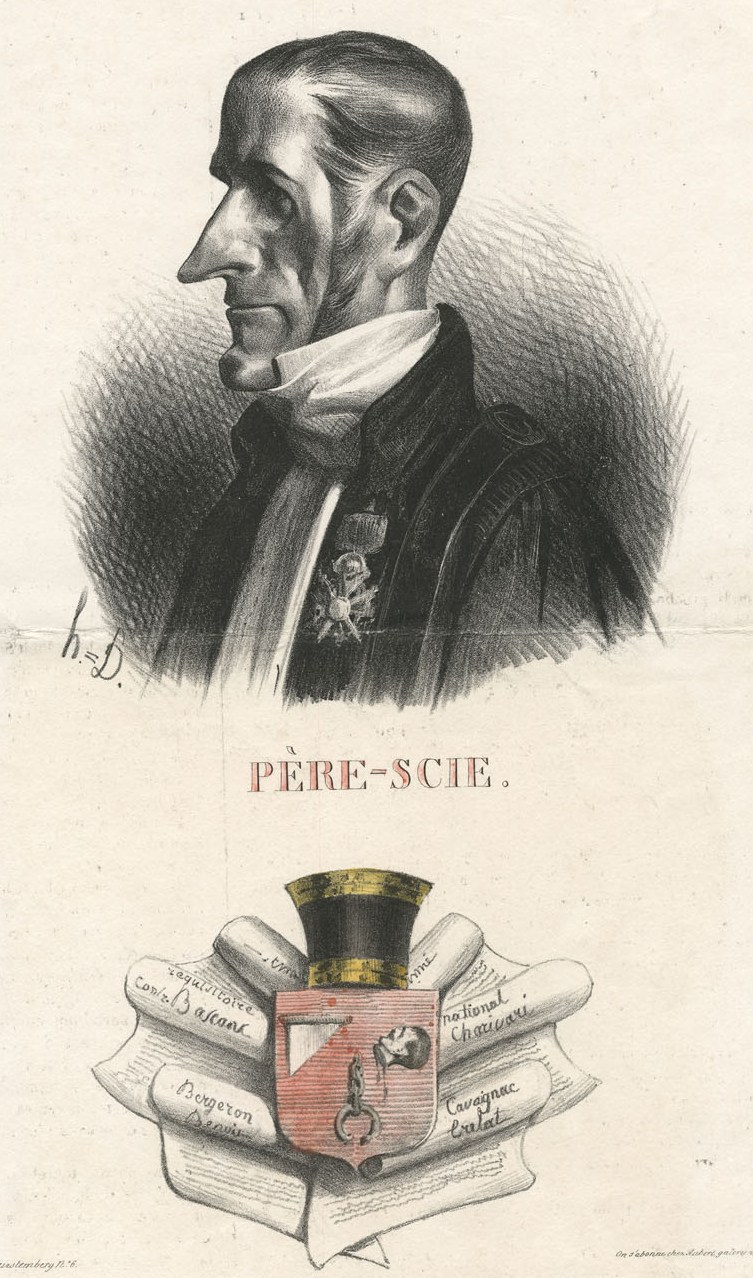
Honoré Daumier, Le Père-Scie.

André Dunoyer de Segonzac naît le 6 juillet 1884 à Boussy-Saint-Antoine,, du mariage de Louis Dunoyer de Segonzac (1843-1937), officier de marine, et Clémence Amélie Persil (1854-1918). Côté paternel, il est issu d'une famille de la noblesse française d'extraction (1558), originaire du Quercy.
Il a pour arrière-grand-père maternel Jean-Charles Persil qui fut garde des sceaux du roi Louis-Philippe Ier et qu'Honoré Daumier caricatura sous le sobriquet de Père-Scie.

### Jeunesse et formation

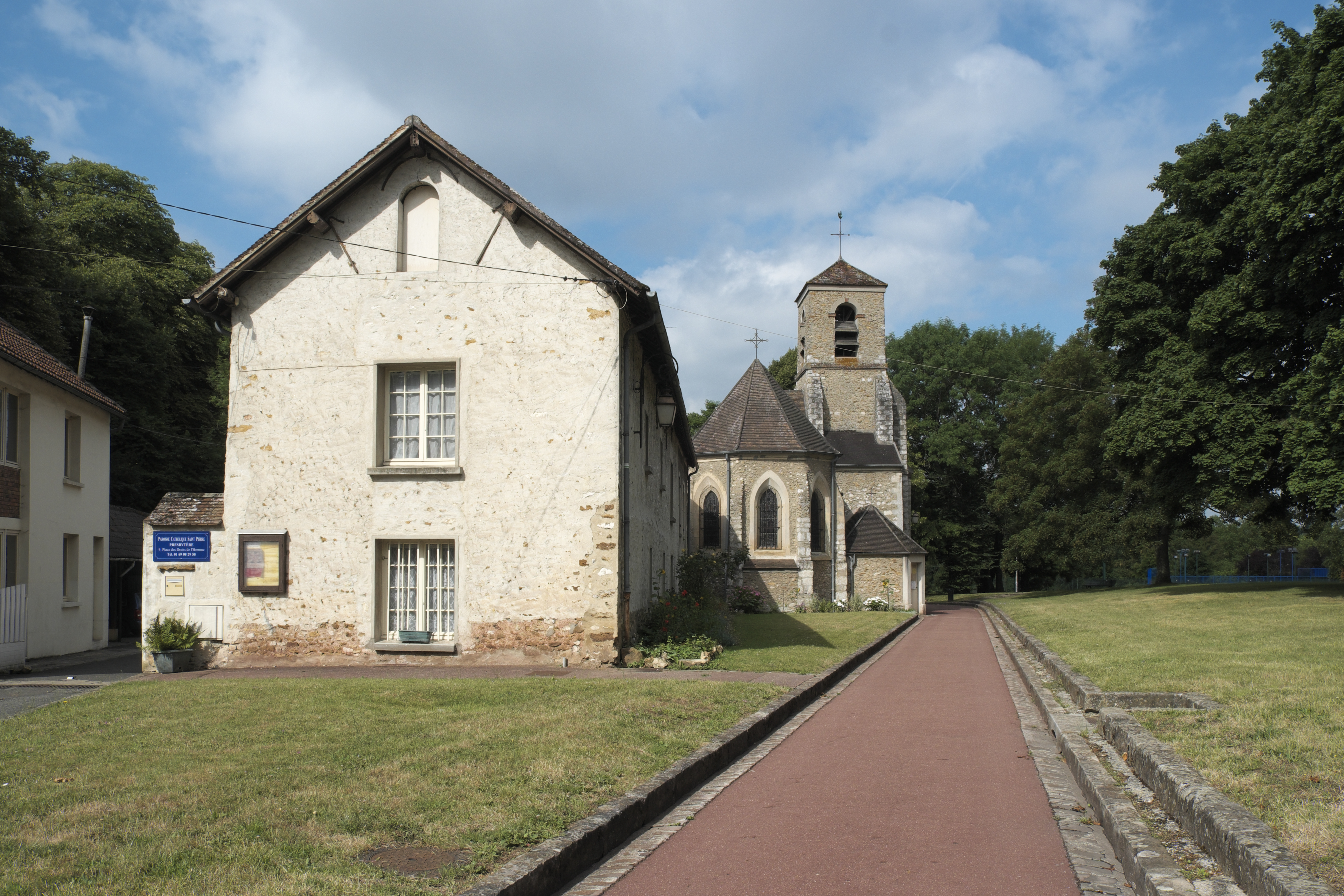
Boussy-Saint-Antoine.

Il passe la plus grande partie de sa jeunesse dans son village natal à propos duquel Jean Vallery-Radot restitue des réminiscences durables : « L'Yerres traversait la propriété de sa grand-mère. Cette charmante petite rivière qu'ombragent des saules et des aulnes demeurera liée à ses souvenirs d'enfance. Il n'oubliera pas les reflets du ciel éclairant de manière intermittente l'eau qui courait sous les arbres. Plus tard, il saura rendre ces délicats effets, car l'eau et l'arbre demeureront à jamais ses thèmes de prédilection ». Il est « médiocre élève » du lycée Henri-IV à Paris où « il croque déjà les professeurs sur les copies de version latine » - cette vocation précoce décevra l'ambition parentale de le destiner à Saint-Cyr - et où il rencontre Gus Bofa qui restera un de ses proches.
En 1900, il est élève libre de l'École nationale supérieure des beaux-arts de Paris. En 1903, parallèlement à l'étude du malinké qui, à l'École nationale des langues orientales, lui vaudra une licence en dialectes soudanais, il entre dans l’atelier privé de Luc-Olivier Merson qu'il quitte, en mauvais termes avec ce maître, après son service militaire pour, en 1907, devenir à l'Académie Julian l'élève de Jean-Paul Laurens, puis dispose ensuite d'un atelier à l'Académie de la Palette à Montparnasse, où il reçoit les conseils de Georges Desvallières et Charles Guérin et où lui-même enseignera. Il fait la connaissance de Luc-Albert Moreau et de Jean-Louis Boussingault avec lequel il partage un atelier au 37, rue Saint-André-des-Arts. C'est aux côtés de ces deux derniers qu'il va « participer à un mouvement que Bernard Dorival va qualifier de néo-réaliste, s'opposant aussi bien à la tradition académique qu'aux courants d'avant-garde, sans toutefois posséder "une doctrine explicitement formulée ». Ses premiers dessins sont publiés en 1908 dans La Grande revue et Le Témoin, hebdomadaire créé par son ami Paul Iribe.

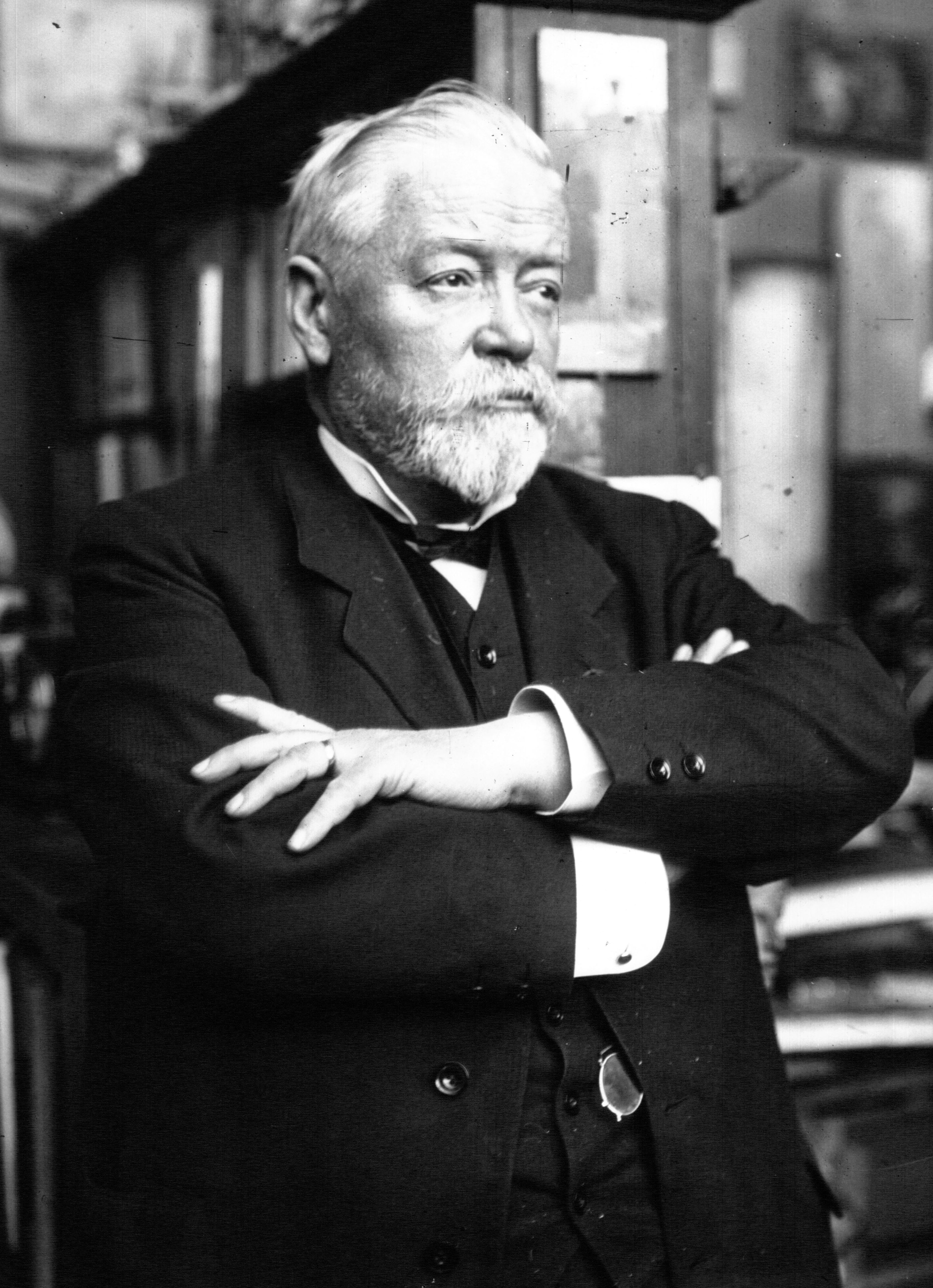
Luc-Olivier Merson.
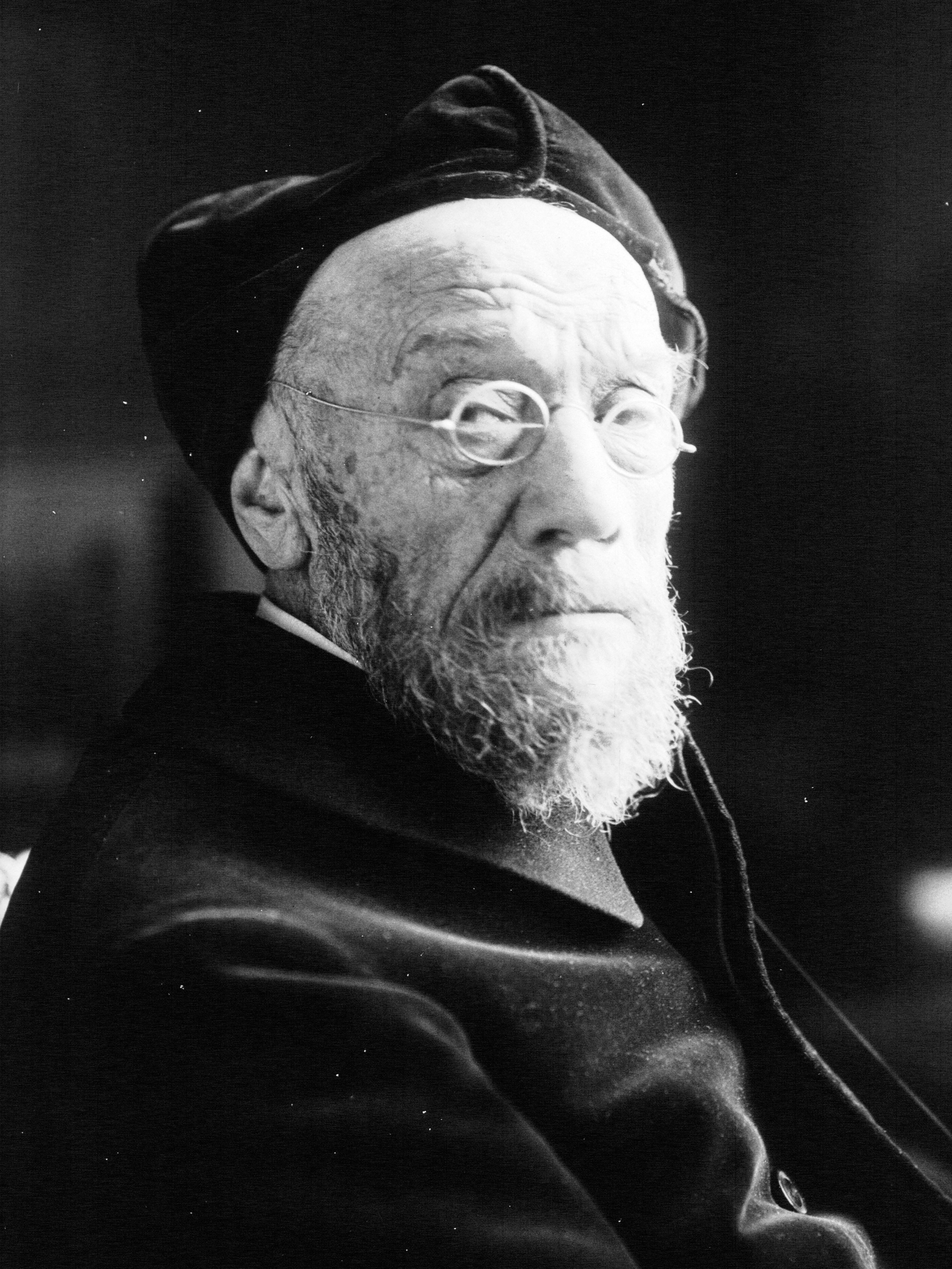
Jean-Paul Laurens.
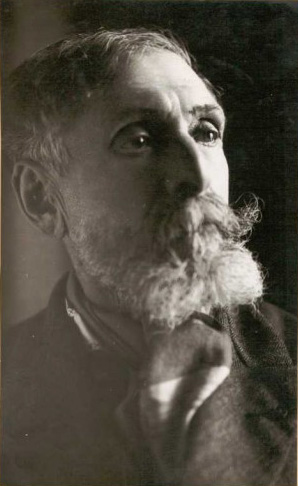
Georges Desvallières.
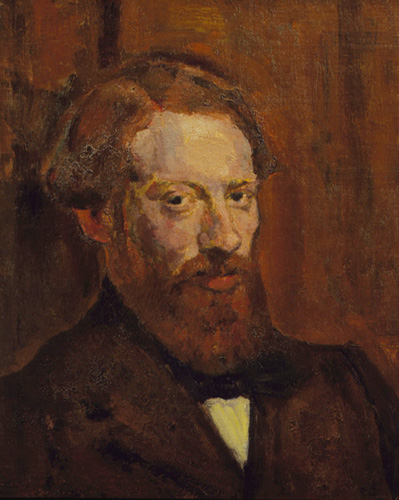
Charles Guérin.

### Le jeune peintre
En 1908, il commence à exposer au Salon d'automne et au Salon des indépendants, avec Paul Signac et Maximilien Luce. Son installation d'alors avenue Sainte-Marie à Chaville (alors en Seine-et-Oise, aujourd'hui dans les Hauts-de-Seine), ville qu'il habitera jusqu'à sa mort,, est liée à son attachement à la cité voisine de Versailles dont il évoque lui-même l'ancienneté : « Dès mon enfance, j'ai connu Versailles, ce merveilleux témoignage de l'esprit de France » écrit-il pour souligner que, depuis l'âge de sept ans, il s'y rend chez un oncle conseiller d'État. C'est ainsi qu'il sera considéré que « les artistes formant l'École de Versailles resteront les héritiers de Dunoyer de Segonzac » qui, cependant, continue de travailler dans son atelier parisien, au no 13 de la rue Bonaparte.

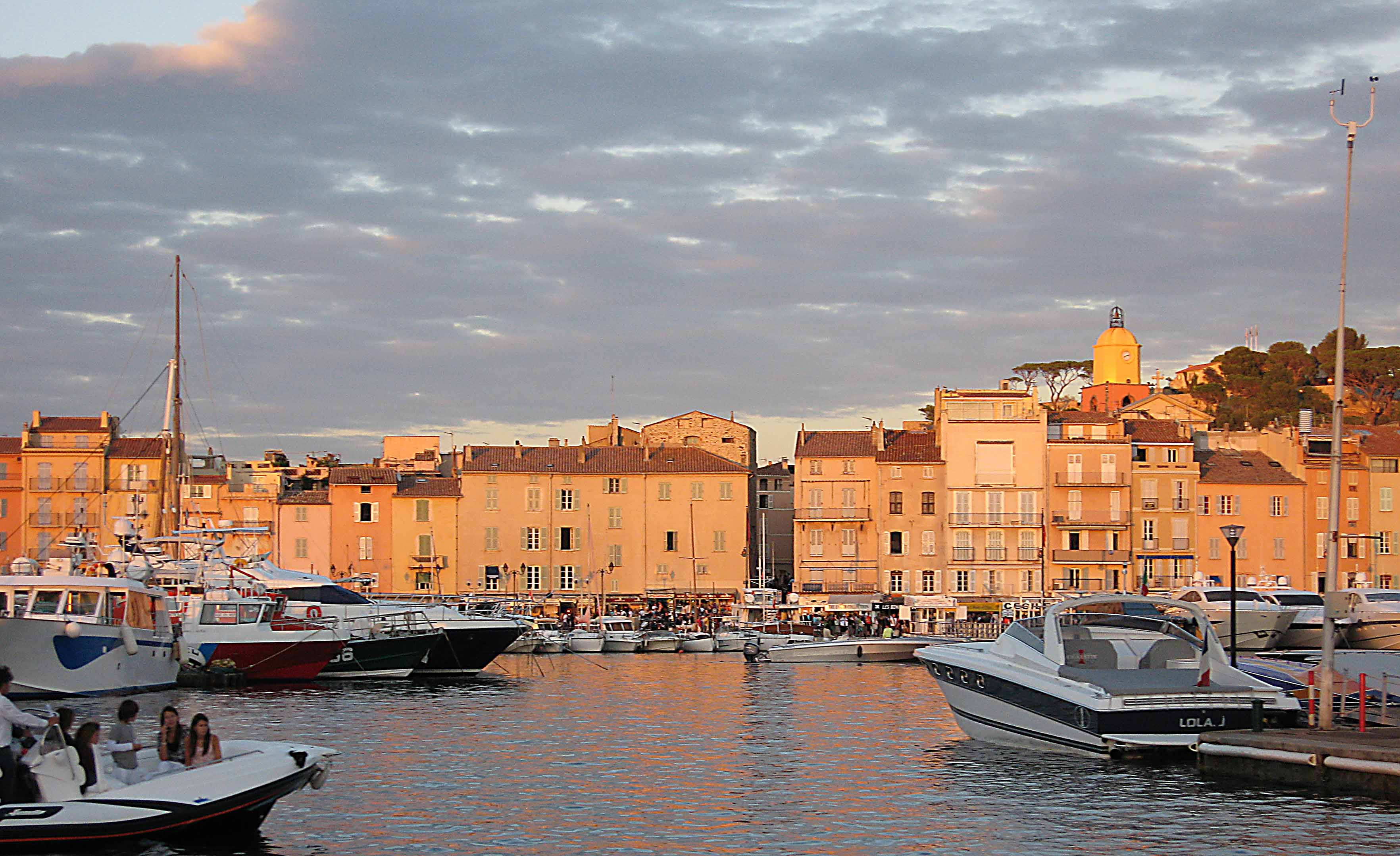
Saint-Tropez.

À partir de cette même année 1908, louant une maison appartenant à Paul Signac, Dunoyer découvre les paysages de Saint-Tropez, auxquels il restera fidèle en y séjournant jusqu'à la fin de sa vie. Paul Jamot situe là, puisque sa peinture d'avant 1898 demeurait confinée dans la nature morte, l'inauguration de sa peinture de paysages et Pierre Cabanne restitue : « Luc-Albert Moreau et André Villeboeuf viennent l'y rejoindre. Il ne la quitte maintenant que devant l'invasion bruyante et colorée de l'été. Léon-Paul Fargue l'y voit vivre dans cette maison du "Maquis" que, de fait, avec Luc-Albert-Moreau et André Villeboeuf, il a acheté à Charles Camoin (il y aura pour voisine Colette qui, dans ses livres, l'appellera « le grand Dédé » et chez qui il gravera les planches de La Treille musicale), sous les oliviers ou le long des vignes dont il fera les paysages gravés de ses Géorgiques, sur les plages où des multitudes de corps se rôtissent au soleil et qu'il contemple "de son œil d'oiseau endormi" ». Pour le reste, il mène une véritable vie de nomade, à la recherche du motif surtout à travers l’Île-de-France, la vallée du Grand Morin, Feucherolles, Chennevières-sur-Marne, Guyancourt, etc.

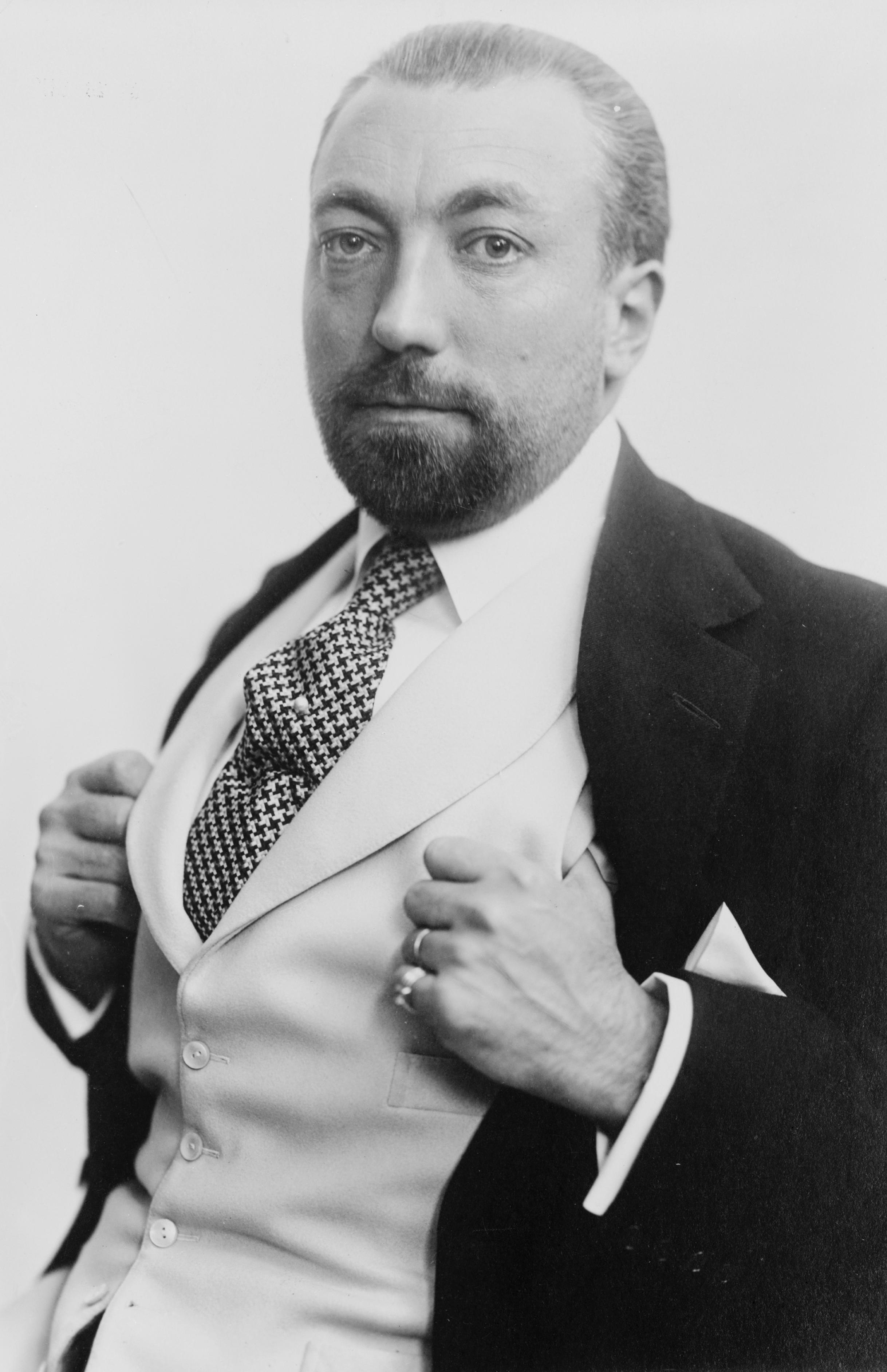
Paul Poiret.

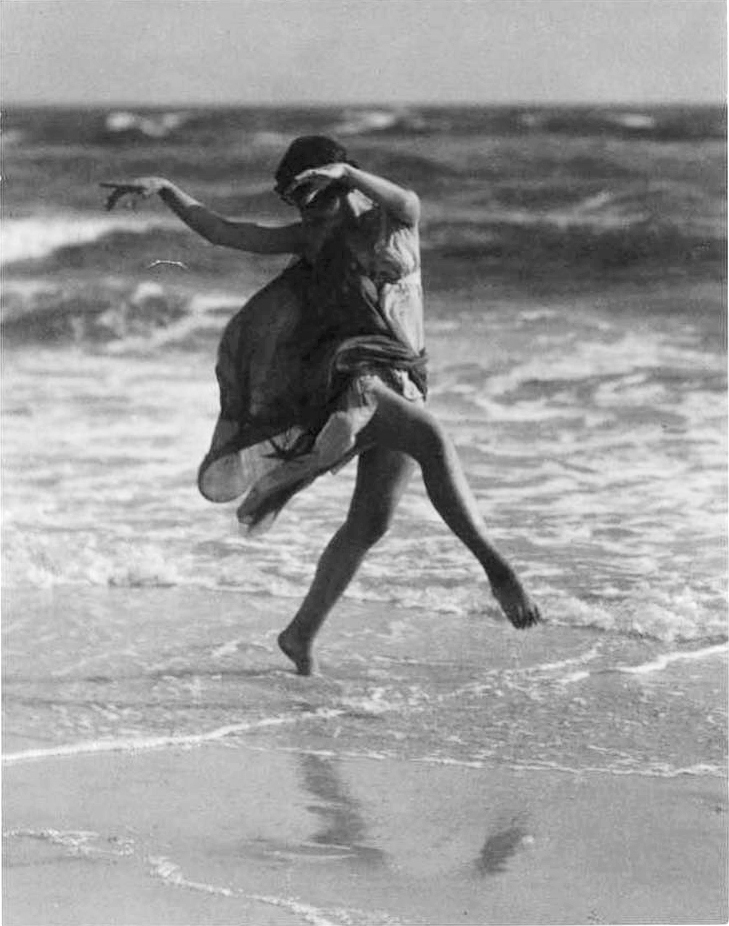
Isadora Duncan.

En 1910, il se lie d'amitié avec le couturier Paul Poiret et rencontre Max Jacob, Raoul Dufy et Maurice de Vlaminck. Il brosse les décors des fêtes données par Paul Poiret comme, avec Raoul Dufy, ceux de la « Mille et deuxième nuit » dans les jardins du Faubourg Saint-Honoré, ou ceux de la « soirée des Butard » où, dans les bois de Vaucresson, dansa Isadora Duncan.
De 1910 à 1914, il voyage en Italie, en Espagne, en Afrique du Nord, et s’intéresse au sport et à la danse (dessins des Ballets russes d’Isadora Duncan, 1911, Les Boxeurs 1910) à propos desquels Dunoyer de Segonzac restitue lui-même que, de tous les sports, c'est de fait la boxe qui l'a le plus passionné : « j'allais aux grands combats, salle Wagram, à l'Hippodrome et à la Grande Roue, mais j'affectionnais particulièrement une salle modeste : Les Arènes de Boxe où paraissaient les débutants dans de petits matches à quatre à six rounds maximum ». Il est alors, avec Roger de La Fresnaye et Luc-Albert Moreau, bel et bien situé dans la mouvance cubiste dont il se désolidarisera rapidement. De fait, dans sa visite du Salon des indépendants de 1914, André Salmon observe « une tentative de renouveau du cubisme » qu'il évoque sous l'appellation de « naturalisme organisé » et qu'il situe, proche de Roger de La Fresnaye, autour d'André Lhote, André Dunoyer de Segonzac et Luc-Albert Moreau.

### Première Guerre mondiale

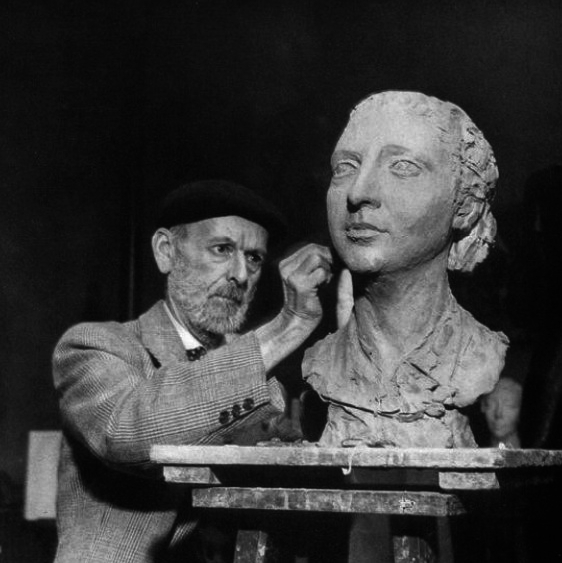
Charles Despiau.

De 1914 à 1918, mobilisé en tant que sergent au 353e régiment d'infanterie, il fait la guerre durement, avant d’être affecté dans une section camouflage du Groupe d'armées du Nord, puis de commander celle de la 3e armée : il dirige l'atelier de camouflage d'Amiens, puis celui de Noyon, se spécialisant dans la pose des faux arbres, et ayant sous ses ordres le sculpteur Charles Despiau (le buste de Dunoyer de Segonzac que celui-ci exécutera en 1943-1944 témoignera de leur amitié pérenne), les peintres Charles Dufresne, Charles Camoin, Jean Puy et Jean-Louis Boussingault qui, avec lui, Jean Marchand et Luc-Albert Moreau, dans une revendication commune de l'héritage de Gustave Courbet, forment le groupe de « la bande noire ».
Il exécute de nombreux dessins de guerre, précieux par leur valeur artistique et documentaire, qui sont largement publiés dans Le Crapouillot et dans L'Élan, revue fondée par Amédée Ozenfant et où celui-ci ajoute son propre commentaire : « devant la lucidité de ces lignes, comment imaginer que l'auteur est lui-même un soldat, qu'il se bat, et que la même main, en des instants consécutifs. a commandé l'attaque et construit ce contour ? Admirons cette force qui est la force française ».
André Dunoyer de Segonzac, perçoit Hadrien Viraben un siècle plus tard dans l'étude qu'il consacre à ce second périodique, « prisonnier d'une nouvelle manière de combattre, donne à la réalité du front un aspect qui, sans être sanglant, n'en est pas moins pesant et anxiogène ». Ses dessins ne sont pas la dénégation de massacres que d'autres saisissent par la photographie, mais « proposent une lecture plus humaine et plus calme du front, sans être pourtant parfaitement sereine. Face au reportage et à l'anonymat des photographes, Segonzac témoigne de l'identité des hommes avec lesquels il partage l'expérience du front ».

### L'après-guerre
Dès 1919, année où il s'initie à l'eau-forte afin d'illustrer Les Croix de bois de Roland Dorgelès, il figure de nouveau dans de très nombreuses expositions, dont les principaux salons parisiens. Ses premiers paysages à l'aquarelle datent de 1920.
En 1921, il rencontre Paul Valéry, Léon-Paul Fargue, Valéry Larbaud et Jean Cocteau. En 1928, il fait un voyage aux États-Unis où il rencontre un vif succès. En 1930, il se lie d’amitié avec André Derain.
Il est membre du comité d'honneur de l'Association du foyer de l’abbaye de Royaumont et président de la Société des peintres-graveurs français.
Sous l'Occupation, il participe, en novembre 1941 à un « voyage d’études » en Allemagne, organisé par Arno Breker, acceptant, comme d'autres artistes parmi les plus renommés, de partir visiter les hauts lieux de la culture allemande ainsi que des ateliers d’artistes,,.
En 1947, il est élu membre de la Royal Academy de Londres. À partir de 1951, ses œuvres peintes et gravées font l'objet d'expositions multiples en France, en Europe et aux États-Unis. De nombreuses études lui sont consacrées.

### Mort et postérité

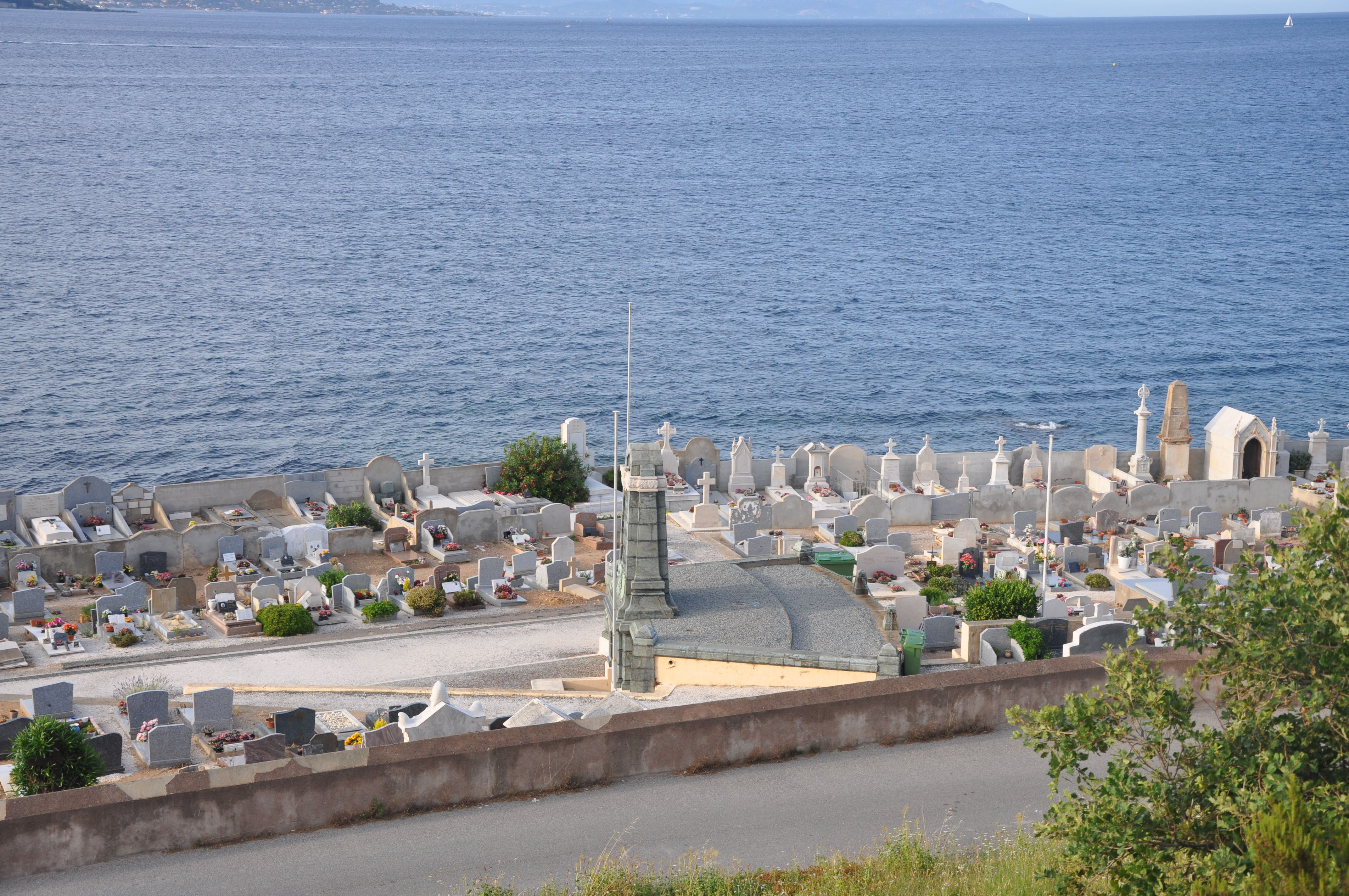
Cimetière marin de Saint-Tropez.

Thérèse Dorny (1891-1976).

Quittant ce monde dans une mort douce le 17 septembre 1974 - « Dunoyer de Segonzac est mort ce matin dans l'ignorance qu'il trépassait. La fin que lâchement je me souhaite » note ce jour-là son ami Michel Ciry -, l'artiste est inhumé au cimetière marin de Saint-Tropez auprès de l'actrice Thérèse Dorny (1891-1976) qu'il avait épousé le 19 décembre 1964.
On peut être surpris de voir André Dunoyer de Segonzac, après sa mort, situé par certains historiens de l'art dans le courant expressionniste. Ainsi en va-t-il en 1980 de Hans L.C. Jaffé qui retient rétrospectivement que « l'expressionnisme » des années qui suivirent la Première Guerre mondiale eut peu d'influence en France. En dehors de Marcel Gromaire, avec ses compositions solidement construites, aux couleurs sombres, le principal représentant de cette tendance en France fut Dunoyer de Segonzac. Le paysage fut son thème de prédilection, mais, au lieu des touches extatiques de couleur qui caractérisaient les Fauves, au lieu de la véhémence passionnée de Chaïm Soutine, on remarque dans ses tableaux une atmosphère opprimante et lourde qui les rattache aux écoles nordiques. Segonzac s'efforça de faire revivre un style classique fondé sur le retour à Paul Cézanne, mais son tempérament romantique et nordique imprima à son œuvre le sceau de sa propre personnalité.
En 1985, Georges Charensol préfère retenir que l'œuvre d'André Dunoyer de Segonzac se situe tout simplement « hors du temps », s'en justifiant par le constat que, pour l'artiste, il n'était pas « question de remettre en cause l'impressionnisme, le divisionnisme, le symbolisme, le fauvisme, le cubisme, les multiples formes d'art abstrait. Segonzac les a connus, comme tous les peintres de sa génération, mais, seul ou presque, il a refusé l'influence du cubisme. C'est ce refus qui fait de lui une des personnalités majeures de l'histoire de notre temps ».
Michel Charzat, constatant pour sa part en 2021 que le nom d'André Dunoyer de Segonzac, qui « était sans doute l'un des peintres français les plus connus et les plus admirés du XXe siècle », n'est plus, un demi-siècle après sa mort, « retenu que par une génération de collectionneurs de gravures et de livres illustrés », retient cependant que, « célèbre dans les années 1920-1925, Dunoyer de Segonzac reste une figure incontournable de la peinture française. Associé à André Derain et Henri Matisse avec lesquels il forme le trio des maîtres de la peinture française contemporaine, figure « contraire » de Pablo Picasso, comme se plaisait à le définir Claude Roger-Marx, il en a été le parfait contemporain et ami. Son art ne s'est intéressé que furtivement au cubisme et à l'abstraction et reste marqué par le goût de la figuration commun à toute une génération d'artistes européens de l'entre-deux-guerres. Sa peinture s'impose comme l'une des plus représentatives du XXe siècle, par la somme des éloges reçus et par sa diffusion dans le monde entier, même si l'homme reste peu connu ».

## Œuvre
À peu près indifférent aux révolutions esthétiques contemporaines, Dunoyer de Segonzac entreprend, avec ses amis Jean-Louis Boussingault et Luc-Albert Moreau, de ressusciter le réalisme de Gustave Courbet en exécutant, par la peinture à l'huile qu'il ne pratiquera plus qu'épisodiquement, au bénéfice de l'aquarelle à partir de 1925, des natures mortes, des nus, des paysages, « à partir de compositions de l'ensemble plastiquement structurées et d'un dessin des parties synthétique et énergiquement cerné. Il s’élabore là une technique personnelle par épaisses couches pigmentaires superposées, maçonnées au couteau… Il utilise alors une gamme sobre et chaude d'ocres, de terres et de bruns généralisée, valorisée de bleus et de verts sombres et froids, aux forts contrastes entre clairs et ombres, pour après 1919 éclaircir notablement l'austérité de sa palette ». Pour Claude Roger-Marx, « pas plus qu'on ne saurait séparer les travaux du peintre de ceux du graveur et du dessinateur et de l'aquafortiste, on ne saurait diviser l'œuvre en époques. Tant de constance dans le sentiment, dans l'exécution, dans le choix des thèmes, risque de laisser insatisfaits ceux qui aiment par-dessus tout qu'on les brusque ou qu'on les déconcerte ».
Il donne sa définition de l'art dans l'une de ses lettres au peintre Maurice Boitel où il écrit, dans les années 1950 :
« Je n'ai pas oublié la période héroïque des indépendants — quand nous étions groupés autour de Paul Signac, du charmant et vaillant Maximilien Luce — dans ces baraques où l'Art vivant et authentique se groupait en dehors des formules académiques — ou des tendances littéraires et systématiques — qui devaient aboutir à cette esthétique abstraite dont crève la peinture. »[réf. nécessaire]
Initié à la gravure par Jean Émile Laboureur, il réalisa près de 1 600 cuivres de 1919 à 1970.

### Dessin et gravure de portraits
On doit à André Dunoyer de Segonzac les portraits de Paul Signac, Francis Carco, André Gide, Jules Romains, Marcel Proust sur son lit de mort, Colette, Thérèse Dorny, Paul Léautaud, André Dignimont, Léon-Paul Fargue, Henri Mondor,.
On ne connaît de l'artiste, ce dont il s'est justifié en disant que son physique ne l'intéressait pas, qu'un seul autoportrait, daté 1925.

### Contributions bibliophiliques

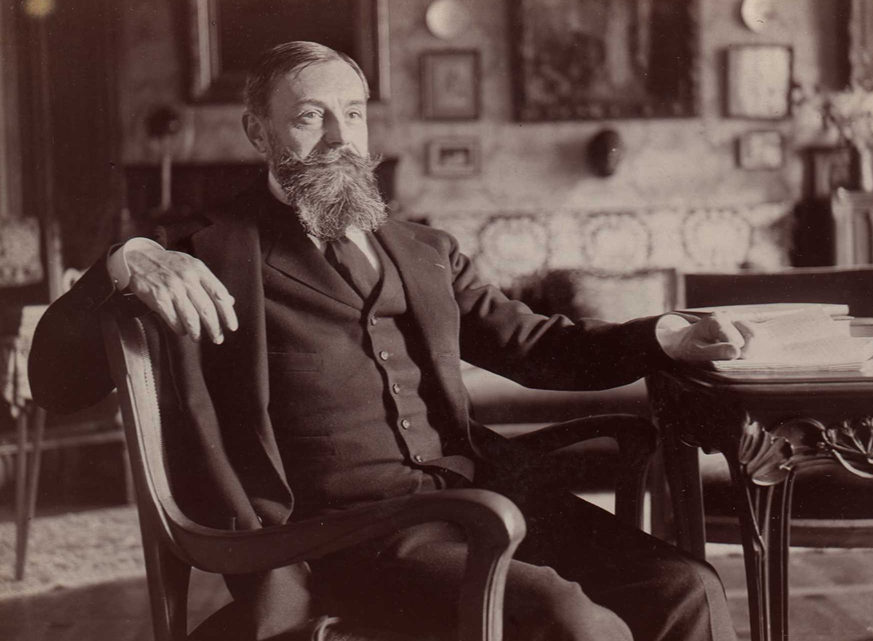
Jacques Rouché.

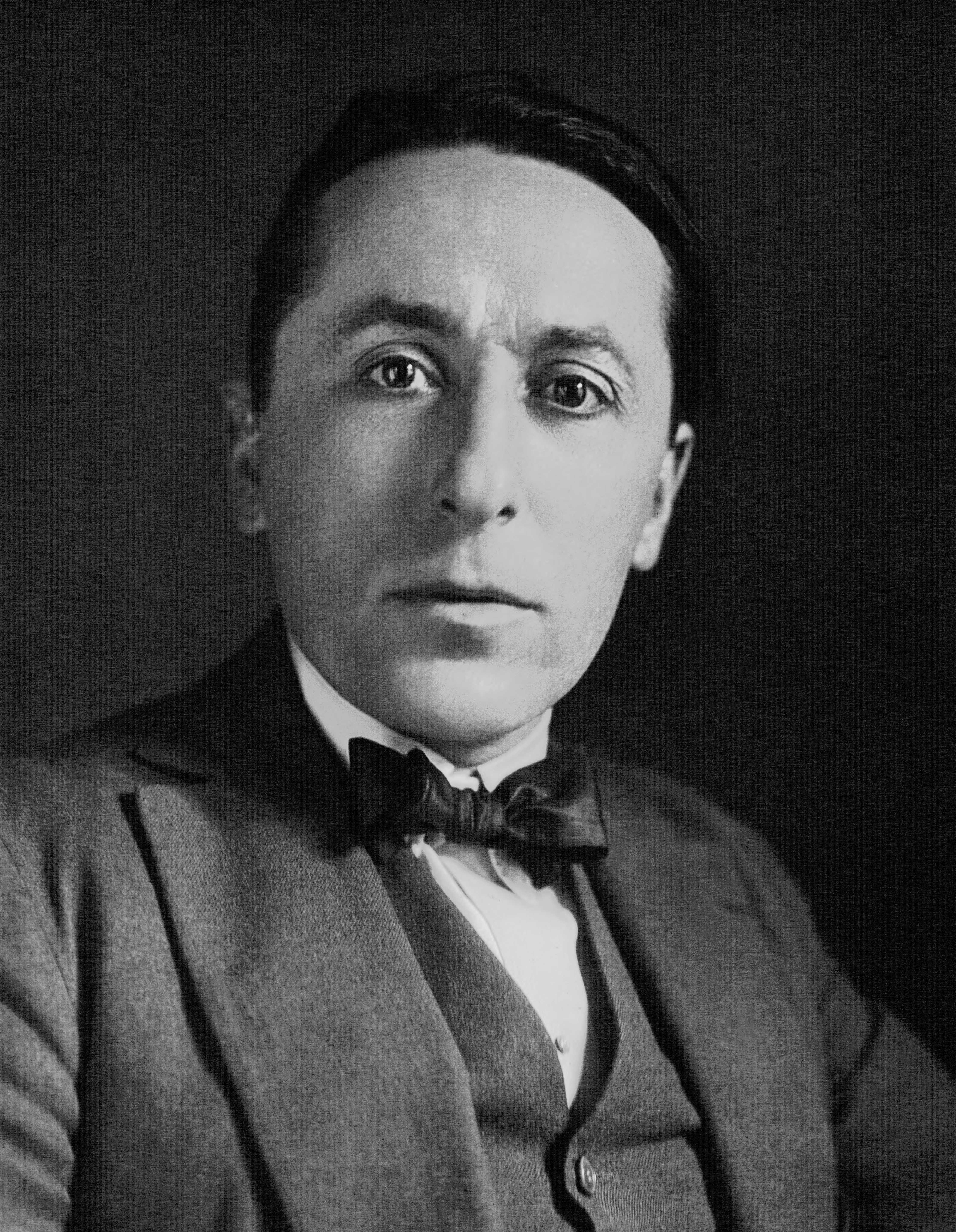
Roland Dorgelès.

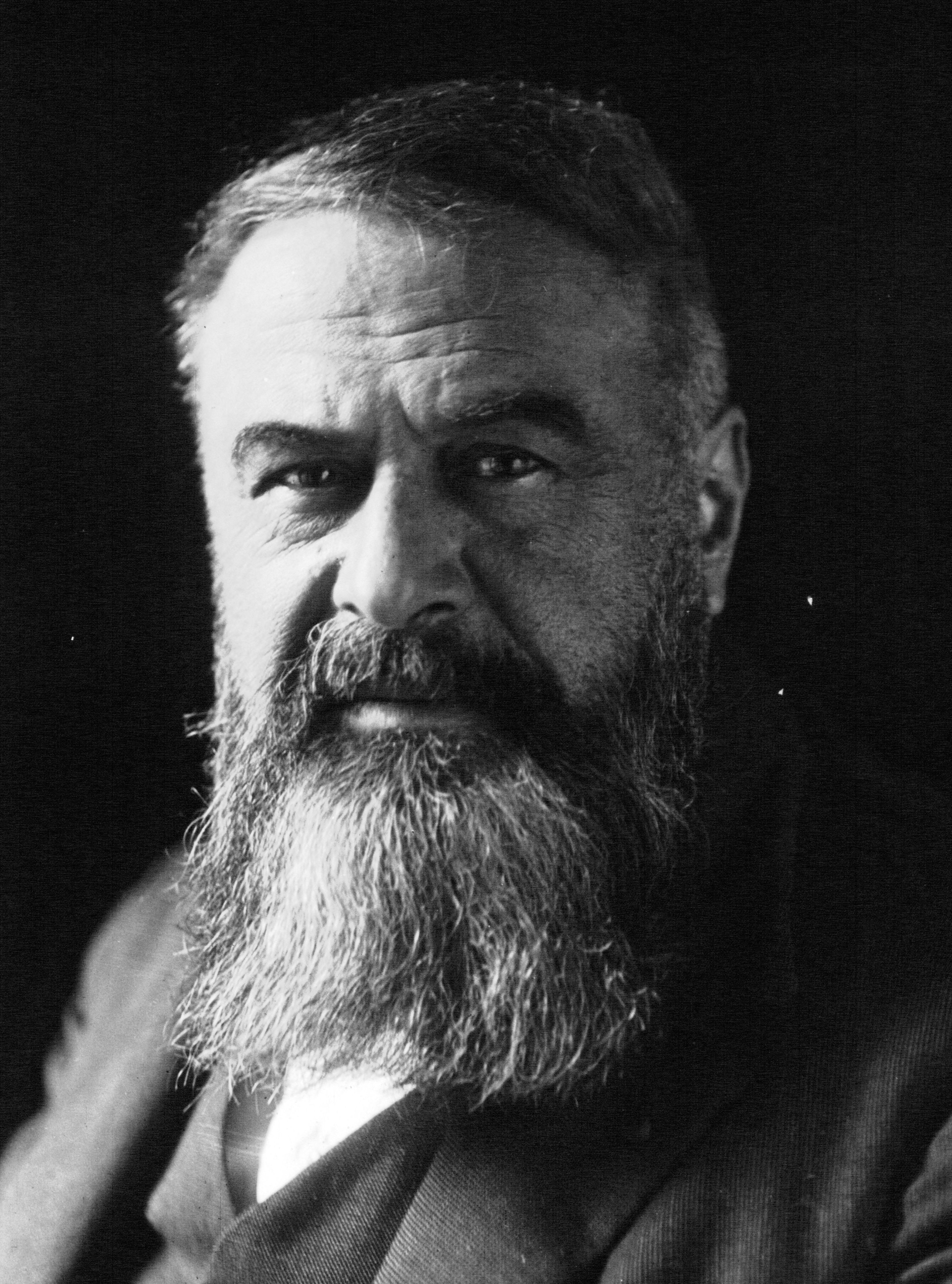
Tristan Bernard.

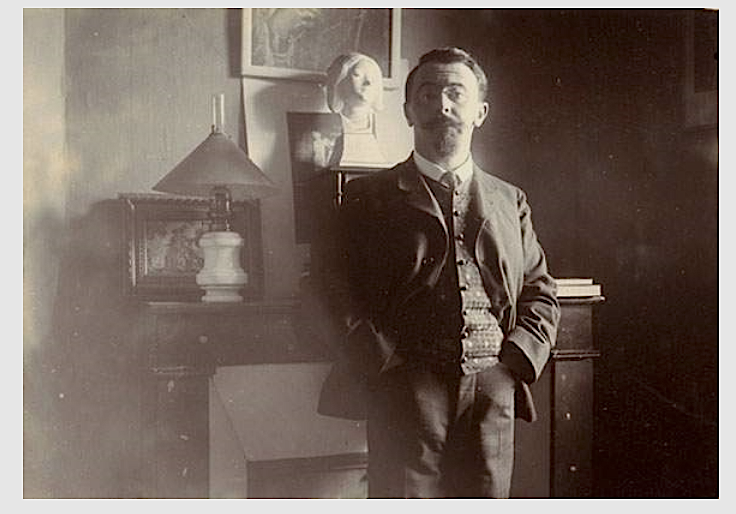
Charles-Louis Philippe.

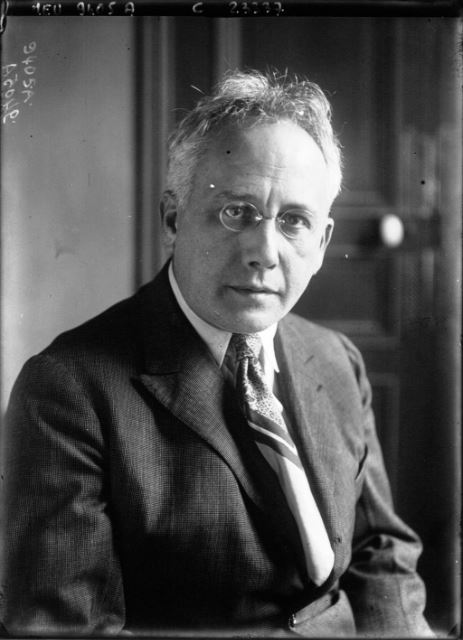
Régis Gignoux

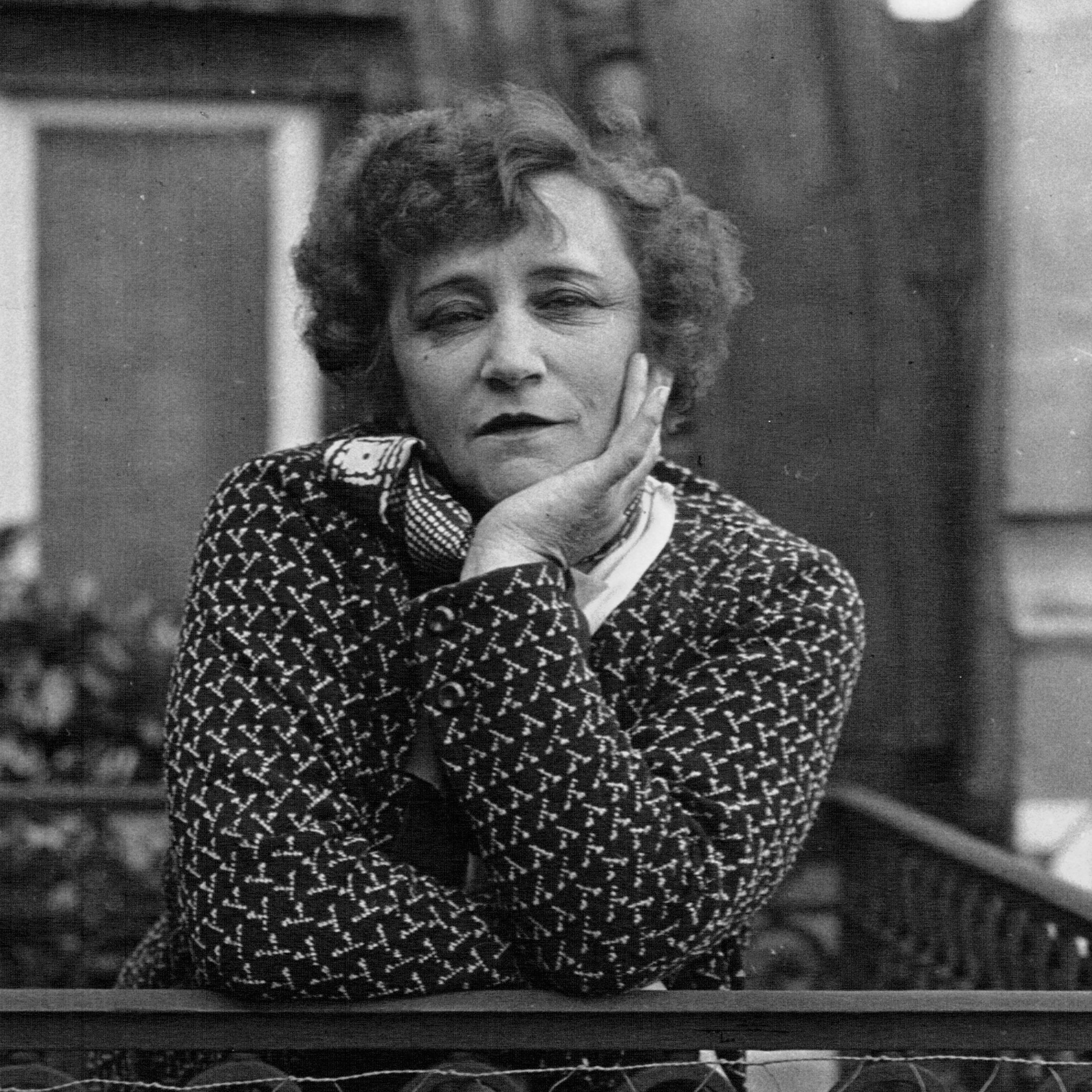
Colette.

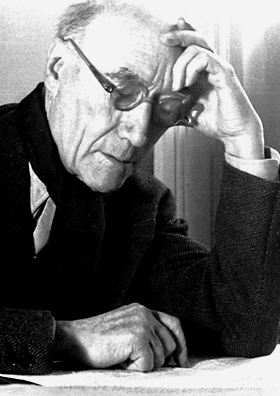
André Gide.

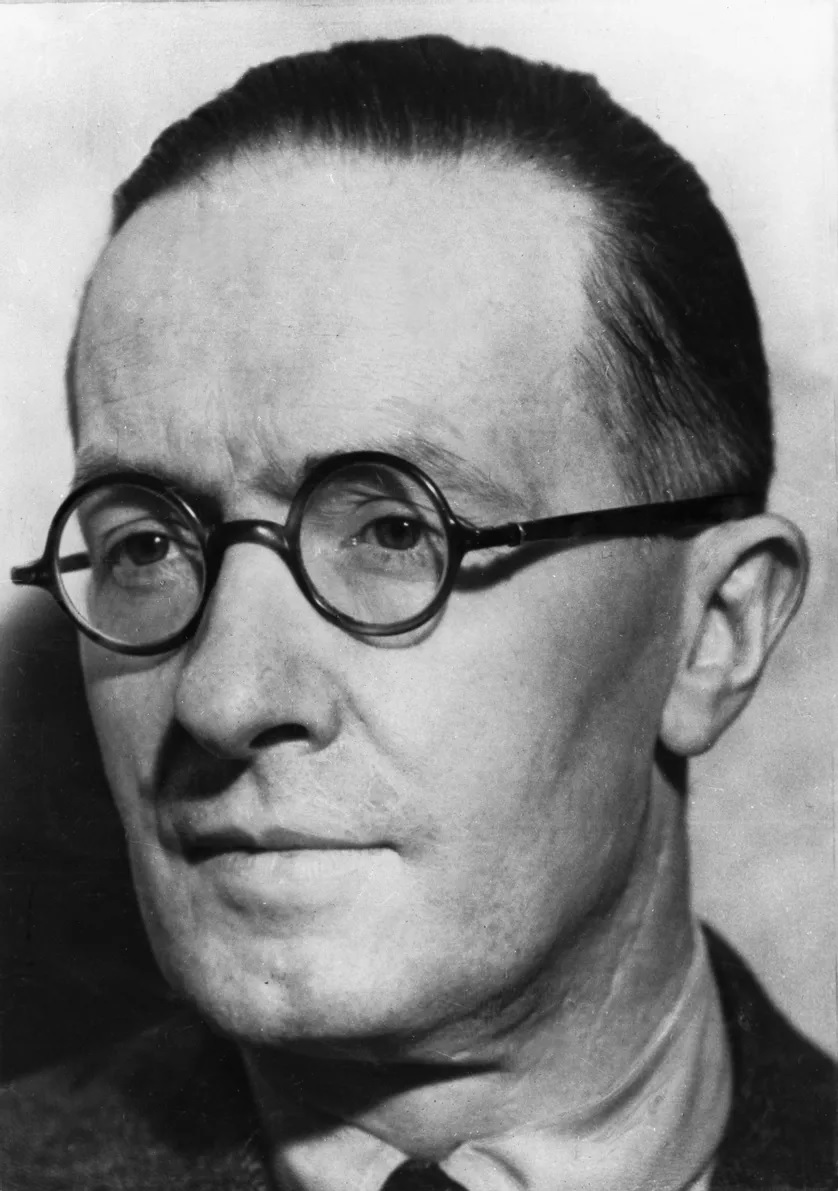
Jean Giraudoux.

- Jacques Rouché, L'Art théâtral moderne, illustrations d'André Dunoyer de Segonzac, E. Cornély, Paris, 1910.
- André Dunoyer de Segonzac, Dessins sur les danses d'Isadora Duncan précédés de La danseuse de Diane, glose de Fernand Divoire, À la belle Édition, Paris, 1911.
- Francis Carco, Chansons aigres-douces, dessins d'André Dunoyer de Segonzac, John Duncan Fergusson, Jean Hess, Luc-Albert Moreau er Anne Estelle Rice (en), éditions « Collection des Cinq », 1913.
- André Dunoyer de Segonzac, XXX dessins (30 dessins dont 10 nus, 14 mouvements de danse par Ida Rubinstein et Isadora Duncan, 4 scènes de boxe), 530 exemplaires numérotés, éditions du Temps présent, Paris, 1913.
- André Dunoyer de Segonzac, Notes prises au front, suite de 12 planches illustrées de dessins 26,5 × 35,5 cm, six exemplaires numérotés tirés sur Chine constituant l'édition originale, Société littéraire de France, Paris, 1917.
- Roland Dorgelès, Les Croix de bois, dessins dans le texte et 10 pointes-sèches hors texte d'André Dunoyer de Segonzac, 519 exemplaires numérotés sur Lafuma teinté, éditions de La Banderole, Paris, 1921.
- Jules Romains, Amour couleur de Paris suivi de Plusieurs poèmes, portrait e Jules Romains gravé par André Dunoyer de Segonzac en frontispice, éditions de la Nouvelle Revue française, 1921.
- Paul Valéry (sous la direction d'André Mare et Louis Süe), Architectures - Comprenant un dialogue socratique de Paul Valéry et la présentation d'ouvrages d'architecture, décoration intérieure, peinture, sculpture et gravure contribuant depuis 1914 à former le goût français, 34 gravures sur cuivre, 4 gravures sur bois, une lithographie par Jean-Louis Boussingault, Bernard Boutet de Monvel, Auguste-Louis Chapon, Georges Desvallières, Raymond Duchamp-Villon, André Dunoyer de Segonzac, Jules Germain, Jean-Émile Laboureur, Roger de La Fresnaye, Marie Laurencin, André Mare, Paul Véra, Jacques Villon, Gallimard / Nouvelle Revue française, 1921.
- Gustave Flaubert, L'Éducation sentimentale, édition du centenaire 1821-1921, illustrations d'André Dunoyer de Segonzac, Librairie de France, Paris, 1922.
- Tristan Bernard, Tableaux de la boxe, 29 eaux-fortes d'André Dunoyer de Segonzac, éditions de la Nouvelle Revue française, Paris, 1922[18],[41].
- Roland Dorgelès, La Boule de gui, illustrations d'André Dunoyer de Segonzac, 519 exemplaires numérotés sur Lafuma teinté, éditions de La Banderole, Paris, 1922.
- Roland Dorgelès, Le Cabaret de la belle femmes, illustrations d'André Dunoyer de Segonzac, 60 exemplaires numérotés sur papier Hollande, Émile-Paul Frères éditeurs, Paris, 1924.
- Paul Morand, Ouvert la nuit, 6 aquarelles hors-texte par Raoul Dufy, André Favory, Roger de La Fresnaye, André Lhote, Luc-Albert Moreau et André Dunoyer de Segonzac, 320 exemplaires numérotés (5 sur Whatman, 19 sur vieux Japon teinté, 305 sur vergé d'Arches), Gallimard / Nouvelle Revue française, 1924.
- Huit illustrations de guerre dessinées et gravées sur cuivre par André Dunoyer de Segonzac, 97 exemplaires numérotés, chez Henri M. Petiet, Paris, 1926.
- Paul Valéry, Roger Allard, Francis Carco, Jean Cocteau, Colette, Tristan Derème, Georges Duhamel, Raymond Escholier, Jean Giraudoux, Max Jacob, Edmond Jaloux, Jacques de Lacretelle, Valéry Larbaud, Paul Morand, Pierre Mac Orlan, André Salmon, Jean-Louis Vaudoyer, Charles Vildrac, André Warnod et André Suarès, Tableaux de Paris, vingt eaux-fortes et lithographies par Pierre Bonnard, Edmond Ceria, Jean-Gabriel Daragnès, Hermine David, Maurice de Vlaminck, Henry de Waroquier, André Dunoyer de Segonzac (Football, eau-forte), Pierre Falké, Tsugouharu Foujita, Chas Laborde, Marie Laurencin, Albert Marquet, Charles Martin, Henri Matisse, Luc-Albert Moreau, Jean Oberlé, Jules Pascin, Georges Rouault, Maurice Utrillo et Kees Van Dongen, 225 exemplaires numérotés, Émile-Paul Frères éditeurs, Paris, 1927.
- Charles-Louis Philippe, Bubu de Montparnasse, 67 eaux-fortes d'André Dunoyer de Segonzac, 130 exemplaires numérotés sur papier vélin d'Arches, Société lyonnaise les XXX, Lyon, 1929.
- Marcel Valotaire, Laboureur, illustrations d'André Dunoyer de Segonzac, H. Babou et J. Kahane, Paris, 1929.
- Régis Gignoux, L'Appel du clown, 26 eaux-fortes originales (12 hors-texte, 12 in-texte, une en frontispice, une à l'achevé d'imprimer) d'André Dunoyer de Segonzac, 135 exemplaires numérotés, Brumel imprimeur / Les Auteurs, Paris, 1930.
- Georges Courteline (préface de Gaston Chérau), Boubouroche suivi de Philosophie, illustrations d'André Dunoyer de Segonzac, Librairie de France, Paris, 1931.
- Colette, La Treille muscate, 36 eaux-fortes (13 hors-texte, 23 in-texte) gravées par André Dunoyer de Segonzac en la maison de Colette à Saint-Tropez, 165 exemplaires sur hollande van Gelder numérotés, chez l'artiste, Paris, 1932.
- Henry-Jean Laroche, Cuisine (recueil de 117 recettes), eaux-fortes d'Édouard Vuillard, André Dunoyer de Segonzac et André Villeboeuf, Arts et métiers graphiques, 1935.
- Guy de Maupassant (préface de René Dumesnil), Contes du jour et de la nuit suivi de Les Sœurs Rondoli, illustrations d'André Dunoyer de Segonzac, Librairie de France, Paris, 1938.
- Pierre Ronsard, Joachim du Bellay, Louise Labé, Rémy Belleau, Étienne Jodelle, Agrippa d'Aubigné, José Maria de Heredia, Sonnets d'amour, frontispice gravé par André Dunoyer de Segonzac, vignette de titre et bandeau de Robert Bonfils, eaux-fortes de Camille Berg, Michel Ciry, Luc-Albert Moreau, Jean-Gabriel Daragnès, Jean Frélaut, Maurice Savin, André Jacquemin, Démétrios Galanis, Henri Vergé-Sarrat, Jacques Boullaire, Roger Wild, Jean-Eugène Bersier, Hermine David, Marie Laurencin, Henry de Waroquier, Édouard Goerg, André Dignimont et Yves Brayer, 326 exemplaires numérotés, Compagnie française des arts graphiques, 1943.
- Virgile (traduction de Michel de Marolles), Les Géorgiques, 2 volumes, 119 eaux-fortes originales d'André Dunoyer de Segonzac, 250 exemplaires numérotés sur vélin d'Arches, les 50 premiers enrichis de la suite de 119 eaux-fortes sur vélin de Rives, sous serpente en un 3e volume signé au colophon par l'artiste, aux dépens de l'artiste, Imprimerie nationale, 1944-1947. Aimée Lioré et Pierre Cailler disent cet ouvrage comme étant « le plus important de ceux qu'a illustré André Dunoyer de Segonzac et un des plus beaux et des plus recherchés parmi les livres illustrés modernes »[34]. « Un des chefs-d'œuvre de la bibliophilie moderne » confirme le ''Dictionnaire universel de la peinture[39].
- André Guilmin (présentation de Raymond Escholier), À la manière de…, 20 planches couleurs par Gus Bofa, Hermine David, André Dignimont, André Dunoyer de Segonzac, Chas Laborde, Jean-Émile Laboureur, Mariette Lydis, Berthold Mahn, imprimerie Besson, Grenoble, 1945.
- André Gide, Poétique, portrait d'André Gide, eau-forte en frontispice par André Dunoyer de Segonzac, Ides et Calendes, Paris, 1948.
- Jean Verrier (préfaces de Léo Larguier et Charles Lochmann),  Saint-Germain-des-Prés, carrefour des lettres et des arts, illustrations d'André Dunoyer de Segonzac, éditions du Comité de la Quinzaine de Saint-Germaion-des-Prés, Paris, 1950.
- André Gide, Poésie - Journal - Souvenirs, 2 volumes, frontispice (plume et lavis) par André Dunoyer de Segonzac, 59 aquarelles ou gouaches par Pierre Berge, Yves Brayer, Maurice Brianchon, Roger Chapelain-Midy, Pierre-Eugène Clairin, Antoni Clavé, Lucien Fontanarosa, Émile Grau-Sala, André Jordan, Élie Lascaux, Roland Oudot, Francis Savel, André Dunoyer de Segonzac et Jacques Thévenet, Gallimard, Paris, 1952.
- Pierre Brisson, Le lierre, 28 eaux-fortes d'André Dunoyer de Segonzac, 99 exemplaires numérotés, A. Sauret, Paris, 1953.
- Pierre Ronsard, Quelques sonnets, 51 eaux-fortes d'André Dunoyer de Segonzac, 210 exemplaires numérotés, chez l'artiste, 1955.
- Jean Giraudoux, Le Sport, 15 eaux-fortes in-texte dont vignette de titre d'André Dunoyer de Segonzac, éditions d'Auteuil, Boulogne-sur-Seine, 1962.
- Jehan Despert, Psaume selon ma Seine-et-Oise, gravure d'André Dunoyer de Segonzac, éditions Subervie, Rodez, 1964.
- René Héron de Villefosse, L'Île-de-France, illustrations d'André Dunoyer de Segonzac, éditions Pierre de Tartas, Paris, 1966.
- Vingt fables de La Fontaine (sous la direction de Jean Cassou, au profit de la Croix-Rouge française), lithographies originales par Yves Alix, Alexander Calder, Cassandre, Jules Cavaillès, Antoni Clavé, Paul Colin, Lucien Coutaud, Salvador Dali, Hermine David, André Dunoyer de Segonzac, Valentine Hugo, Félix Labisse, Jacques Lagrange, André Marchand, Édouard Pignon, Dom Robert, Georges Rohner, Marc Saint-Saëns et Louis Touchagues, 41 exemplaires numérotés, éditions C. de Acevedo, 1961.
- Paul Géraldy, Vous qui passez…, frontispice d'André Dunoyer de Segonzac, Stock, Paris, 1967.
- Maurice Genevoix (préface de Joseph Kessel), Les éparges, illustrations d'André Dunoyer de Segonzac, éditions Rombaldi, Paris, 1967.
- André Dunoyer de Segonzac (préface de Claude Roger-Marx), huit lithographies en couleurs d'après les œuvres de la collection Pierre Lévy, vol.2 de la série de portfolios « Collection Pierre Lévy », 600 exemplaires numérotés sur papier vélin d'Arches, Fernand Mourlot éditeur, 1967.
- André Maurois, Œuvres, 5 volumes, illustrations d'André Dunoyer de Segonzac, Gabriel Dauchot, Louis Touchagues, Émile Grau-Sala, éditions Rombaldi, 1969.
- Jean Giono, Œuvres, 10 volumes, illustrations hors-texte de Louis Berthomme Saint-André, Alain Bonnefoit, Maurice Boitel, Jacques Van den Bussche, Jannick Caron, Jean Carzou, Jean Cluseau-Lanauve, Jean Commère, André Dunoyer de Segonzac, Jean Le Guennec, Charles Guillaud, Pierre Lelong, Daniel Lourradour, Serge Markó, Jacques Pecnard, Gaston Sébire, Aimé-Daniel Steinlen et Jean-Baptiste Valadié, 1 750 exemplaires numérotés, Pierre de Tartas / Gallimard, 1975-1975.

### Décors de théâtre
- Maurice de Faramond, Nabuchodonosor, pièce en un acte, décors d'André Dunoyer de Segonzac, costumes de Paul Poiret, théâtre des Arts, Paris, 1911[42].
- Henry Bernstein, Le Messager, pièce en un acte, décors d'André Dunoyer de Segonzac, théâtre du Gymnase, 1933[10].

### Cinéma
André Dunoyer de Segonzac joue son propre rôle dans Donne-moi tes yeux, film de Sacha Guitry en 1943.

### Écrits

#### Auteur
- André Dunoyer de Segonzac, André Villeboeuf, Louis Valdo-Barbey et Luc-Albert Moreau, Boussingault par ses amis, éditions du Vieux-Colombier, Paris, 1944.

#### Préfacier
- René Blaise et Sabine Gervais, Crécy-en-Brie et la vallée du Morin, imprimerie Gruot et Bonne, Crécy-en-Brie, 1955.
- Paul Noël, Au fil des jours, Imprimerie nationale, Paris, 1959.
- Louis Süe, Chefs-d'œuvre du XXe siècle et de l'époque fauve, musée de l'Annonciade, Saint-Tropez / Art et Style, Paris, 1959.
- Pierre Cailler, Catalogue raisonné de l'œuvre gravé et lithographié d'Aristide Maillol, éditions Pierre Cailler, Genève, 1965.

André Dunoyer de Segonzac a également préfacé des catalogues d'expositions : René Durey, André Planson (peintures) et Raymond Martin (sculptures), Musée Galliera, Paris, 1960 ; Guy-Pierre Fauconnet, musée Alfred-Bonno, Chelles, novembre-décembre 1960 (co-préfacé avec Jean Cocteau et Jacques Fauconnet) ; Jean Commère, galerie David et Garnier, Paris, 1961 ; Jean Marchand, galerie René Drouet, Paris, 1961 ; Herbert Lespinasse, Bibliothèque d'Art et d'Archéologie de l'Université de Paris, 1964 (co-préfacé avec Julien Cain et Suzanne Dameron, 1964 ; Toulouse-Lautrec - Elles, galerie Berès, Paris, 1964 ; Yves Brayer, galerie de Paris, Paris, 1965 (co-préfacé avec Gérard Bauër), Michel Ciry, galerie Le Griffon, Lyon, 1965 (co-préfacé avec François Mauriac) ; Hommage à André Warnod, galerie Charpentier, Paris, 1965 (co-préfacé avec Pierre Brisson).

## Collections publiques

### Australie
- Adelaïde, Art Gallery of South Australia, La mêlée, eau-forte, 1927.
- Melbourne, National Gallery of Victoria[43].
- Sydney, Galerie d'art de Nouvelle-Galles du Sud, Deux femmes dans un bois, gravure 21,6 × 8,6 cm[44].

### Canada
- Ottawa, Musée des beaux-arts du Canada[45] :
  - Fernande, les mains croisées, estampe.
  - La moissonneuse debout, estampe.
  - La ferme à l'Aire l'après-midi, estampe, 1926.
  - Paysage près de Saint-Tropez, dessin, vers 1947.

### Danemark
- Copenhague, Statens Museum for Kunst.

### États-Unis
- Ann Arbor, University of Michigan Museum of Art (en), Un blessé léger, crayon 23 × 27,5 cm, 1914-1918[46].
- Bloomington (Indiana), musée d'Art de l'université de l'Indiana.
- Boston, musée des Beaux-Arts, 119 eaux-fortes pour les Géorgiques  de Virgile, 1944-1947.
- Cambridge (Massachusetts), Fogg Art Museum, Caricature de Paul Signac, dessin, vers 1920[35].
- Chicago, Art Institute of Chicago, donation Arthur Jerome Eddy (en)[47].
- Colombus (Ohio), Columbus Museum of Art, Notre-Dame de Paris, huile sur toile, 1913.
- Détroit (Michigan), Detroit Institute of Arts.
- Flint (Michigan), Flint Institute of Arts (en), donation Arthur Jérome Eddy[47].
- Hanover (New Hampshire), Hood Museum of Art.
- Kansas City, musée d'art Nelson-Atkins, Sur le quai, gravure 16,2 × 11,4 cm[48].
- Los Angeles, musée Hammer, Université de Californie :
  - Fernande, pointe-sèche 11,3 × 12,1 cm, 1921[49].
  - Chêne-liège en hiver, gravure 23,8 × 29,5 cm, 1926[50].
- Memphis (Tennessee), Memphis Brooks Museum of Art (en).
- New York :
  - Metropolitan Museum of Art :
    - Le bouquet, aquarelle et encre 73,7 × 54 cm, 1938[51].
    - La bouteille de vin, encre, aquarelle et gouache 55,2 × 77,8 cm, 1955-1960[52].

  - Museum of Modern Art, 19 œuvres[53].
- Norman (Oklahoma), Fred Jones Jr. Museum of Art (en), Nature morte, aquarelle (ancienne collection Aaron Weitzenhoffer)[54].
- Philadelphie, Philadelphia Museum of Art, Sur la table, huile sur toile 33,7 × 80 cm, 1926[55].
- Saint-Louis (Missouri), Mildred Lane Kemper Art Museum (en), Paysage à la rivière, gravure[56].
- San Francisco, musée des Beaux-Arts :
  - Le gros chêne à Chaville, gravure 18,6 × 21,9 cm, 1924[57].
  - Un puits ancien, gravure 29,1 × 24,4 cm[58].
- Washington :
  - Georgetown University Library Art Collection (en) :
    - Football, gravure à la pointe-sèche.
    - Versailles - Les grands peupliers, gravure.

  - National Gallery of Art, 30 œuvres[59].
  - National Portrait Gallery, Isadora Duncan, encre sur papier 42,5 × 25 cm[60].
  - The Phillips Collection, donation Jean Goriany[61] :
    - L'hôpital, dessin à l'encre 26 × 42,5 cm.
    - Isadora Duncan, 4 dessins à l'encre 43,2 × 26,3 cm, 41,9 × 26,7 cm, 26,7 × 42,9 cm, 28,6 × 25,4 cm.

### France
- Aix-en-Provence, Fondation Saint-John Perse[62].
- Albi, musée Toulouse-Lautrec, Le golfe, aquarelle[10].
- Argentan, musée Fernand Léger - André Mare.
- Bagnols-sur-Cèze, musée Albert-André, L'église, dessin[10].
- Beauvais, musée départemental de l'Oise : Antoinette Schulte à son chevalet, 1938, plume, encre noire, lavis gris et fusain sur papier[63].
- Boussy-Saint-Antoine, musée Dunoyer-de-Segonzac.
- Cambrai, musée des Beaux-Arts[10] :
  - Deux paysages.
  - Étude de nu, dessin.
- Dole (Jura), musée des Beaux-Arts, dix gravures[10].
- Épinal, musée départemental des Vosges, Maison à l'arbre abattu[10].
- Grenoble, musée de Peinture et de Sculpture[10] :
  - Paysage de Saint-Tropez, huile sur toile 63,5 × 1 125 cm, 1927[64].
  - L'église, dessin et aquarelle.
- La Rochelle, musée des Beaux-Arts.
- Le Havre, musée d'Art moderne André-Malraux, Tête de femme, encre de Chine 17,5 × 27 cm (ancienne collection Édouard Senn, donation Hélène Senn-Foulds)[65].
- Lille, palais des Beaux-Arts, La côtelette, 1933[10].
- Lyon, musée des Beaux-Arts, Vue de Saint-Tropez, aquarelle[10].
- Meudon, musée d'Art et d'Histoire.
- Montpellier, bibliothèque municipale, donation Frédéric Sabatier d'Espeyran[66],[67],[68].
- Nanterre, La Contemporaine - Bibliothèque, archives, musée des mondes contemporains, ex-BDIC et ex-musée des deux Guerres, 56 dessins et aquarelles de guerre signalés en ligne[10],[69]
- Paris :
  - Département des estampes et de la photographie de la Bibliothèque nationale de France[7].
  - musée d'art moderne de la ville de Paris :
    - Nu couché, huile sur toile, 1910[10].
    - Personnages, huile sur toile, vers 1920[70].

  - musée des Deux Guerres (autrefois Vincennes, puis Invalides): aujourd'hui partie de La Contemporaine, Nanterre (voir plus haut).
  - musée du Louvre (cabinet des dessins, département des arts graphiques) :
    - Les Baliveaux et une vallée où l'on distingue des maisons, dessin[71].
    - Marcel Proust sur son lit de mort, encre sur Bristol 31,7 × 48,4 cm (ancienne collection Claude Roger-Marx)[38].

  - musée national d'Art moderne[72].
- Rodez, musée des Beaux-Arts Denys-Puech, Nu assis, dessin, 1939[10].
- Les Sables-d'Olonne, Musée de l'Abbaye Sainte-Croix.
- Saint-Claude (Jura), musée de l'abbaye, 3 eaux-fortes (donation René Genis)[73] :
  - Colette et sa chienne Souci, 26,5 × 22 cm.
  - Paysage de Provence, 41,5 × 32,5 cm.
  - Paysage, 24 × 29 cm, 1958.
- Saint-Tropez, musée de l'Annonciade.
- Sceaux, musée du Domaine départemental.
- Strasbourg, Musée des Beaux-Arts[10] :
  - Paysage d'Île-de-France, aquarelle.
  - La fleur au fusil, dessin, 1914-1918.
- Toulouse, musée des arts précieux Paul-Dupuy :
  - Le soldat blessé à Noyon, plume 14,4 × 22,4 cm, 19117[74].
  - Dans les tranchées, plume et lavis 25,6 × 18,7 cm[75].
- Troyes, musée d'art moderne : donation Pierre Lévy[76] :
  - Paysage à la petite route à Périgny, huile sur toile 60 × 92 cm, 1912-1913.
  - Les dormeuses, huile sur toile 50 × 100 cm, 1922-1924.
  - Étude pour les canotiers, huile sur toile 61 × 92 cm, vers 1923.
  - Paysage à Villepreux, huile sur toile 72 × 90 cm, vers 1920-1925.
  - Nature morte, fleurs, pain et chapeau, huile sur toile 101 × 81 cm, 1933 (tableau présenté sous le titre Le pain et le vin dans l'exposition Dunoyer de Segonzac, galerie Durand-Ruel, Paris, 1972.
  - Nature morte au panier, huile sur toile 100 × 81 cm, 1936.
  - La baie de Saint-Tropez, encre de chine et lavis 55,5 × 76 cm,
  - Port de Saint-Tropez (étude pour La Treille Muscate de Colette), 26 × 32 cm, 1928-1932.
  - Paysage d'hiver (route de Lagny-sur-Marne à Annet-sur-Marne), plume et aquarelle 55,5 × 76 cm, 1934.
  - L'éveil du printemps, (étude pour Les Géorgiques), encre de Chine 32 × 26 cm.
- Versailles, musée Lambinet :
  - L'escalier du Grand-Trianon vu du Grand-Canal, aquarelle[10].
- La porte Saint-Antoine, Versailles, aquarelle[14].
  - Ensemble d'aquarelles et dessins sur Versailles (don d'André Dunoyer de Segonzac, 1963)[14].

### Iran
- Téhéran, musée d'Art contemporain

### Japon
- Hiroshima, musée d'Art, Vue de Saint-Tropez, aquarelle 56,8 × 77,8 cm[77].
- Kurashiki, Musée d'Art Ōhara.
- Tokyo :
  - musée Artizon, Paysage, aquarelle[78].
  - Musée national de l'Art occidental, Paysage à Guyancourt, aquarelle et gouache, 1950[79].

### Royaume-Uni
- Cambridge, Fitzwilliam Museum :
  - Nature morte, huile sur toile 48,5 × 62,9 cm, 1920-1921[80].
  - Paysages aux toits rouges, huile sur toile 60,3 × 92,7 cm, 1919-1920[81].
- Edimbourg, Galerie nationale d'Écosse.
- Londres :
  - British Museum, Isadora Duncan dansant, dessin[82].
  - Palais de Buckingham (Royal Collection), Paysage au village, aquarelle 105 × 126 cm[83].
  - Institut Courtauld : Nature morte aux œufs, huile sur toile 55,3 × 38,2 cm, 1929[84].
  - Tate Modern :
    - Nature morte au chou, huile sur toile 73 × 92,1 cm, 1919-1920[85].
    - Nu au journal, huile sur toile 92,4 × 60 cm, 1921[86].
    - La ferme dans la terre, huile sur toile 60 × 81 cm, 1923[87].
    - La route de Grimaud, encre et aquarelle 49,5 × 71,5 cm, 1937[88].
- Oxford, Ashmolean Museum, L'écluse, huile sur toile 81 × 100 cm, après 1918[89].

### Uruguay
- Montevideo, Museo Nacional de Artes Visuales[90] :
  - Bacchantes, eau-forte 24 × 17 cm.
  - Le bosquet de Chaville, gravure 25 × 20,5 cm.

## Collections privées

### Belgique
- Émile Verhaeren, Isadora Duncan, dessin[7].

### États-Unis
- Stephen Carlton Clark (en), New York[47].
- Anson Conger Goodyear (en), New York[47].
- Adolph Lewisohn (en), New York[47].
- Duncan Phillips, Washington[47].
- John Quinn, New York[47].

### France
- Princesse de Bassiano, Versailles[6].
- Henri Bernstein, Paris[6].
- Jean Patou[6].
- Paul Poiret, Paris, Les Buveurs, huile sur toile[91].
- Claude Roger-Marx, Paris[6].
- André Villeboeuf, Paris[92].

### Royaume-Uni
- Paul Maze[6].
- Ivor Spencer-Churchill[6].

## Expositions

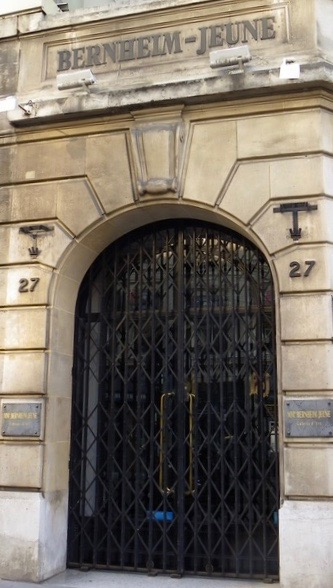
Galerie Bernheim-Jeune, Paris, 1928

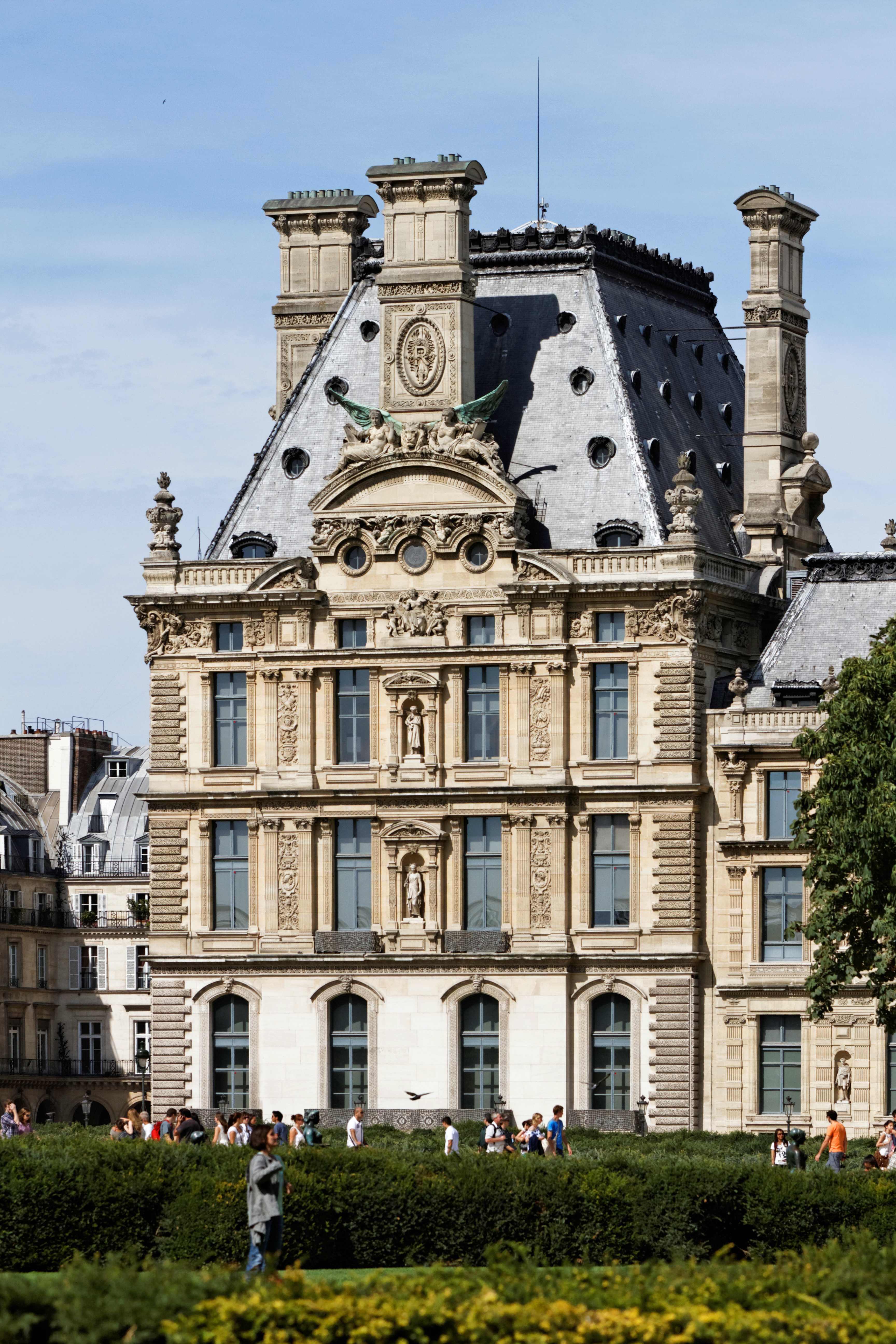
Pavillon Marsan, Paris, 1939

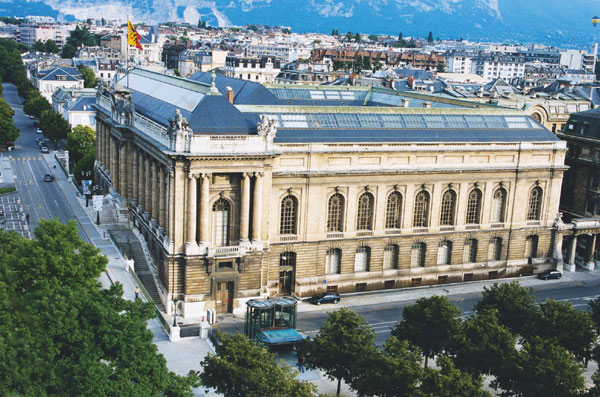
Musée d'Art et d'Histoire de Genève, 1951

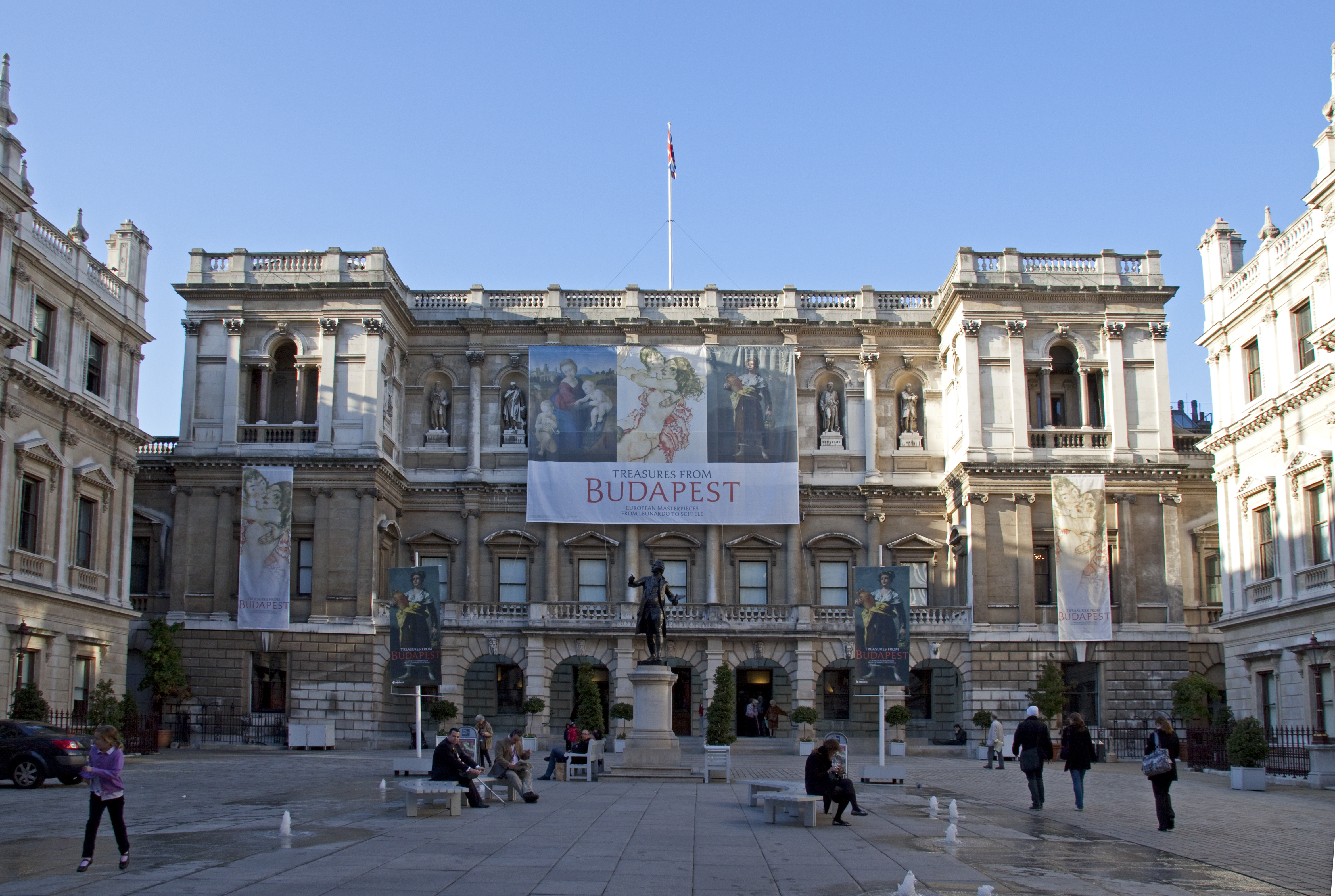
Royal Academy, Londres, 1959, 1982

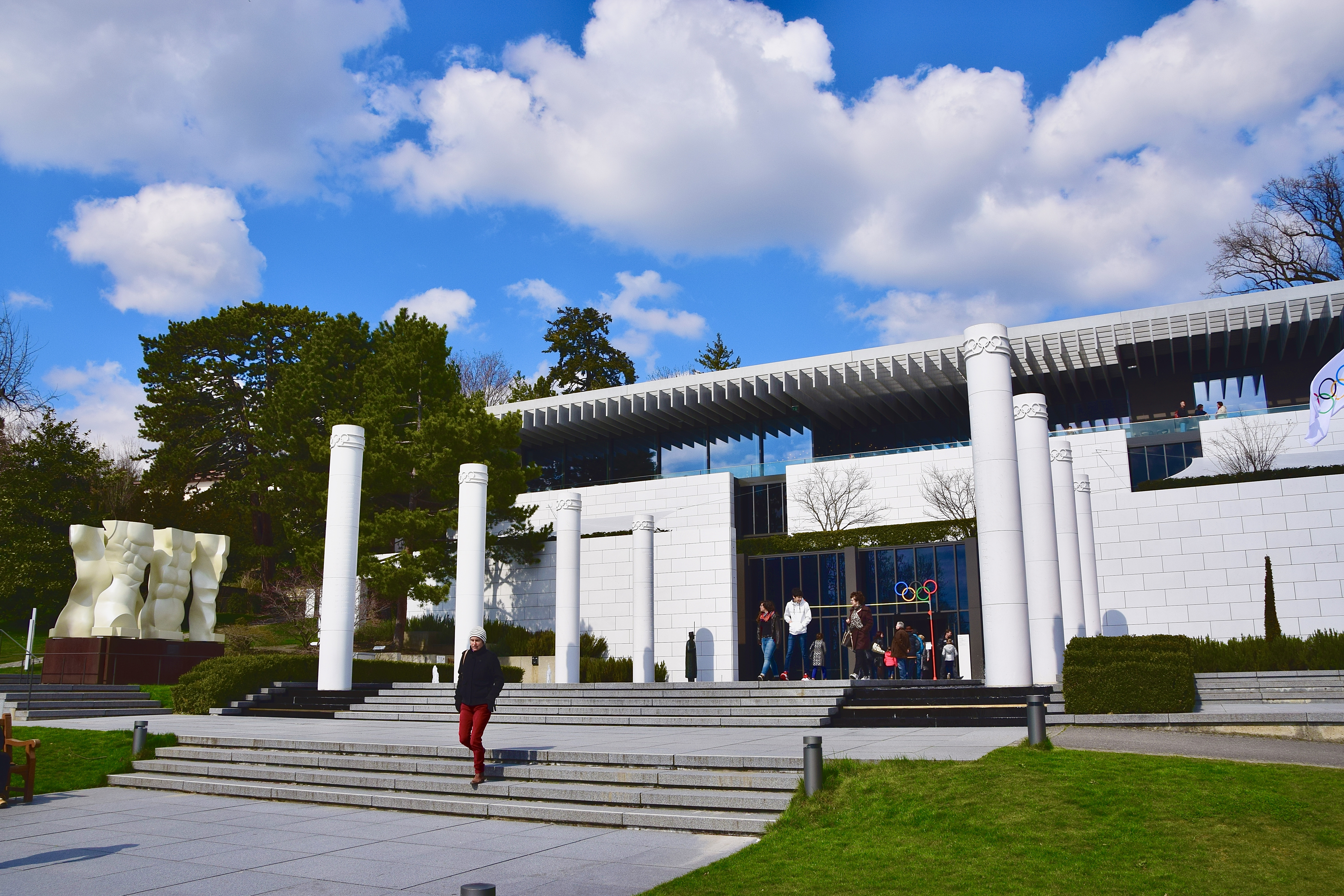
Musée olympique, Lausanne, 1995

### Expositions personnelles
- Février 1914 : Galerie Lévesque et Barbazanges, Paris.
- 1917 ; André Dunoyer de Segonzac - Dessins et aquarelles de guerre, galerie Marseille, Paris.
- 1920 : André Dunoyer de Segonzac - Peintures et dessins, galerie Levesque, 109 rue du Faubourg Saint-Honoré, Paris.
- 1925, 1926 : André Dunoyer de Segonsac - Aquarelles et dessins, galerie Marseille, Paris[6].
- 1927 : Independent Gallery, Londres[93],[6].
- Novembre 1927 - janvier 1928 : Valentine Gallery, New York[47].
- août 1928 : Galerie Bernheim-Jeune, Paris[94].
- 1935 : Brummer Gallery, New York[6].
- 1936 : Svensk-Franska Konstgalleriet, Stockholm[6].
- 1937 : André Dunoyer de Segonzac - Œuvre gravé, Bibliothèque nationale de France[10].
- 1938 : Art Club of Chicago[6].
- 1939 : André Dunoyer de Segonzac - Œuvres de guerre, pavillon de Marsan, Paris[10].
- avril-mai 1939 : The Graphic Art of Dunoyer de Segonzac, galerie Wildenstein, Londres.
- 1939 : Galerie Carstairs, New York.
- Janvier-février 1940 : Franzôsiche Graphik der Gegenwart und des 19 Jahshunderts ; André Dunoyer de Segonzac, Kunsthalle Basel, Bâle.
- Mai 1948[95], 1949-1950 : galerie Charpentier, Paris[96], Bâle.
- 1951 : André Dunoyer de Segonzac - Rétrospective, musée d'Art et d'Histoire de Genève[10].
- 1955 : musée des Beaux-Arts de Nice[10].
- Juin-octobre 1958 : André Dunoyer de Segonzac - Gravures, dessins, aquarelles, galerie Mansart, Bibliothèque nationale de France (site Richelieu), Paris[97],[98].
- 1959 : Royal Academy, Londres[10].
- 1960 : Dunoyer de Segonzac - Cinquante ans de peinture, Galerie Charpentier, Paris.
- 1964 : Bibliothèque de Versailles[10].
- 1969 : Galerie Vallotton, Lausanne[10].
- février-mars 1972 : Dunoyer de Segonzac - Soixante années de peinture, Galerie Durand-Ruel, Paris[10],[33].
- 1972 : Eaux-fortes d'André Dunoyer de Segonzac, musée d'Art et d'Archéologie de Valence.
- 1974 : Les 90 ans d'André Dunoyer de Segonzac, galerie Vallotton, Lausanne[10].
- juillet-septembre 1975 : Hommage à Dunoyer de Segonzac - Rétrospective, musée de l'Athénée, Genève[10].
- 1976 : Dunoyer de Segonzac - Soixante-cinq ans de peinture, orangerie des Tuileries, Paris[10].
- 1978 : Donation André Dunoyer de Segonzac, musée de l'Île-de-France, château de Sceaux.
- Mars-avril 1979 : Dunoyer de Segonzac - Chefs-d'œuvre gravés - Aquarelles, dessins, peinture, galerie Nouvel essor, Paris.
- Octobre-novembre 1982 : André Dunoyer de Segonzac - Water-colours, drawings, engravings, Royal Academy of Arts, Londres.
- Août-septembre 1984 : André Dunoyer de Segonzac - 210 gravures de la collection de sa famille, maison Pullierane, Pully.
- Octobre-décembre 1984 : La Provence vue par André Dunoyer de Segonzac - Aquarelles, dessins, gravures, chapelle de la Vieille Charité, Marseille.
- Mars-juin 1985 : Dunoyer de Segonzac, musée Marmottan, Paris[31].
- mai-septembre 1990 : La nature morte dans l'œuvre de Dunoyer de Segonzac, musée Mainssieux, Voiron.
- 1995 : Dunoyer de Segonzac, témoin du sport, Musée olympique, Lausanne[41].
- Mars-avril 2009 :  André Dunoyer de Segonzac - Vues d'Île-de-France, musée d'Art et d'Histoire de Meudon.
- Décembre 2021 - avril 2022 : André Dunoyer de Segonzac, un tropézien de cœur, musée de l'Annonciade, Saint-Tropez[99],[100].

### Expositions collectives

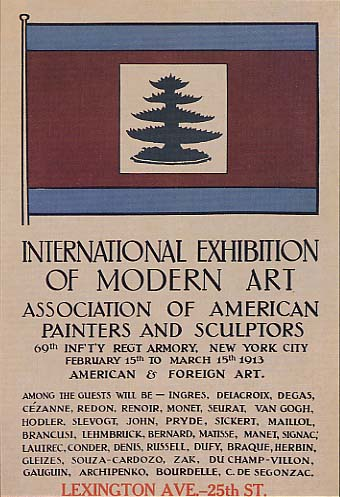
Armory Show, New York, affiche, 1913

- 1910 : Luc-Albert Moreau, Jean-Louis Boussingault, André Dunoyer de Segonzac, Galerie Barbazanges, Paris[2].
- À partir de 1910 : Salon d'automne, Paris[39].
- À partir de 1911 : Salon des indépendants, Paris[39].
- 1911 : Deuxième exposition de la Société normande de peinture moderne, Galerie d'art ancien et d'art contemporain, Paris, 1911[6],[101].
- 1911 : Salon des indépendants, Bruxelles[6].
- 1912 ; galerie See, Londres[6].
- Février 1913 : Armory Show, New York.
- 1914 : galerie Neufer, Zurich[6].
- 1914 : galerie Manès, Prague[6].
- Janvier 1920 : Œuvres nouvelles : Yves Alix, Jean-Louis Boussingault, André Dunoyer de Segonzac, Marcel Gromaire, Jean Marchand, Luc-Albert Moreau, galerie Druet, Paris.
- Juin-juillet 1920 : La jeune peinture française : Maurice Asselin, Roger Bissière, Louis Charlot, André Derain, André Dunoyer de Segonzac, Charles Dufresne, Raoul Dufy, Jean Fernand-Trochain, Othon Friesz, André Lhote, Robert Lotiron, Maurice Utrillo, Henry de Waroquier, galerie Manzu-Joyant, Paris[102].
- Décembre 1922 : Exposition d'art américain-latin, musée Galliera décembre 1922.
- Septembre-octobre 1923 : Essai d'une collection : douze peintres - Yves Alix, Valdo Barbey, Jean-Louis Boussingault, Pierre Dubreuil, Charles Dufresne, Marcel Gromaire, Conrad Kickert, Albert Huyot, Robert Lotiron, Jean Marchand, André Dunoyer de Segonzac, galerie van Deene, Amsterdam.
- avril 1930 : Exposition de nus - Pierre Bonnard, Paul Charlemagne, André Derain, André Dunoyer de Segonzac, Grigory Gluckmann, Henri Matisse, Amedeo Modigliani, Georges Rouault, Félix Vallotton, galerie Ernest de Frenne, Paris, avril 1930[103].
- Mars-mai 1936, The fifteenth international water color exhibition - Watercolors, pastels, drawings and monotypes by Hermine David, André Dunoyer de Segonzac, Jean Dufy, Henri Farge, Jean Lurçat, Aristide Maillol, Jules Pascin, Georges Rouault, Paul Signac, Henri Vergé-Sarrat, Maurice de Vlaminck, Art Institute of Chicago.
- 1937 : Les maîtres de l'art indépendant (dans le cadre de l'Exposition universelle de 1937), Petit Palais, Paris[10].
- Janvier 1942 : Le dessin français contemporain - Exposition au profit de l'Entraide des artistes : trois cents dessins par Auguste Rodin, Edgar Degas, Raoul Dufy,André Dunoyer de Segonzac, bibliothèque municipale de Lyon[25].
- 1951 : Plaisir de France, galerie Charpentier, Paris[76].
- 1954 : Plaisir de la campagne, galerie Charpentier, Paris[76].
- 1954 : Salon du dessin et de la peinture à l'eau, Paris.
- 1957 : Cent chefs-d'œuvre de l'art français, galerie Charpentier, Paris[76].
- 1961 : Le paysage dans l'art - Henri Marret, Frank-Boggs, Frank-Will, André Dunoyer de Segonzac, musée d'Art et d'Histoire de Meudon.
- 1961 : Souvenir de Corot - André Dunoyer de Segonzac, Richard Bellias, Philippe Cara Costea, André Dignimont, Jacques Van den Bussche, Maison des enfants, Viroflay.
- 1962 : Aquarelles et gouaches - Jean Bazaine, Marc Chagall, Roger Chastel, Georges Dayez, Maurice Estève, Alexandre Garbell, Léon Gischia, Jacques Lagrange, Charles Lapicque, Robert Lapoujade, Henri Matisse, Joan Miró, Pablo Picasso, Georges Rouault, André Dunoyer de Segonzac, Gustave Singier, Maria Elena Vieira da Silva, Jacques Villon, galerie Cinq-Mars, Paris.
- 1963 : Le paysage français de Cézanne à nos jours, musée Boijmans Van Beuningen, Rotterdam.
- Mai-juin 1964 : André Dunoyer de Segonzac, Albert Marquet et d'autres illustrateurs de "Bubu de Montparnasse", centre culturel Valéry-Larbaud, Vichy.
- Décembre 1964 : Grands maîtres, petits formats - Pierre Bonnard, Philippe Cara Costea, Jean Commère, Henri-Edmond Cross, Honoré Daumier, André Derain, Charles Despiau, Charles Dufresne, Raoul Dufy, André Dunoyer de Segonzac, Georges Feher, Tsugouharu Foujita, Édouard Goerg, Jean Jansem, Charles Marcon, André Marchand, Henri Matisse, André Minaux, Alain Mongrenier, Roger Mühl, Jules Pascin, Pierre-Auguste Renoir, Georges Seurat, Paul Signac, Maurice de Vlaminck, Jacques Van den Bussche, galerie Jean-Claude Bellier, Paris.
- 1965 : Les jardins et les fleurs de Brueghel à Pierre Bonnard, Galerie Charpentier, Paris.
- Octobre-novembre 1969 : Antoinette Schulte entourée de ses amis - Charles Despiau, Charles Dufresne, Jules Cavaillès, Raymond Legueult, Roland Oudot, André Dunoyer de Segonzac, galerie de Paris, Paris.
- Juillet-septembre 1972, Hommage de Villeneuve-sur-Lot à André Dunoyer de Segonzac et Charles Despiau, Villeneuve-sur-Lot[104]
- Février-avril 1978 : Donation Pierre Lévy, orangerie des Tuileries, Paris[76].
- 1991 : Vingt ans de bibliophilie dans la collection Frédéric Sabatier d'Espeyran, bibliothèque municipale de Montpellier[67].
- Septembre 2009 : La collection de la collection d'Édouard Senn, musée d'Art moderne André-Malraux, Le Havre[65].
- Mai-juin 2013 : Prints and drawings exhibition landscape from the drawing collection of the National Museum of Western Art, Musée national de l'Art occidental, Tokyo.
- Septembre-octobre 2018 : Hommage aux artistes camoufleurs de 1914-1918, galerie « À l'Écu de France », Viroflay[105].
- Septembre-novembre 2020 : Versailles au XXe siècle, muse des artistes, musée Lambinet, Versailles[14].

## Citations

### Dits d'André Dunoyer de Segonzac
- « Ma conception de la gravure est assez proche de celle que j'ai du dessin. C'est une réaction spontanée et directe devant la vie, le paysage, le mouvement, la lumière. L'eau-forte a été pour moi un complément du dessin, elle en est la sœur. » - André Dunoyer de Segonzac[106]
- « Le graveur doit se pénétrer de l'esprit du livre et, avant tout, en créer l'atmosphère. C'est pour retrouver celle-ci que j'ai toujours vécu les livres que j'ai illustrés. » - André Dunoyer de Segonzac[11]
- « Même dans l'obscurité d'une salle de spectacle, j'ai gravé directement sur cuivre - guidé par la seule luminosité du brillant de la taille sur la planche noircie - des scènes de music-hall, ou des spectateurs dans les loges ou dans la salle. » - André Dunoyer de Segonzac[7]

### Réception critique

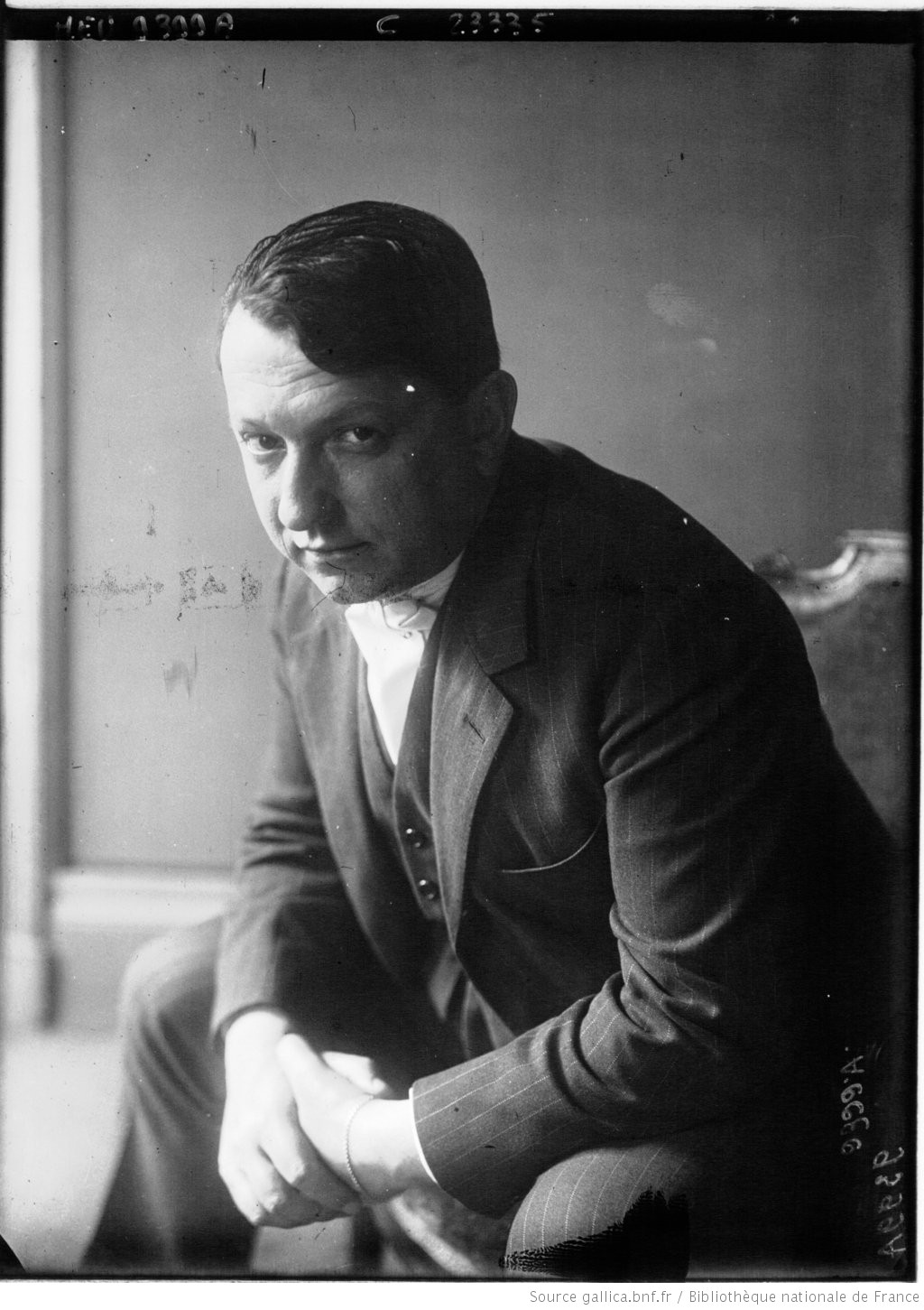
Francis Carco

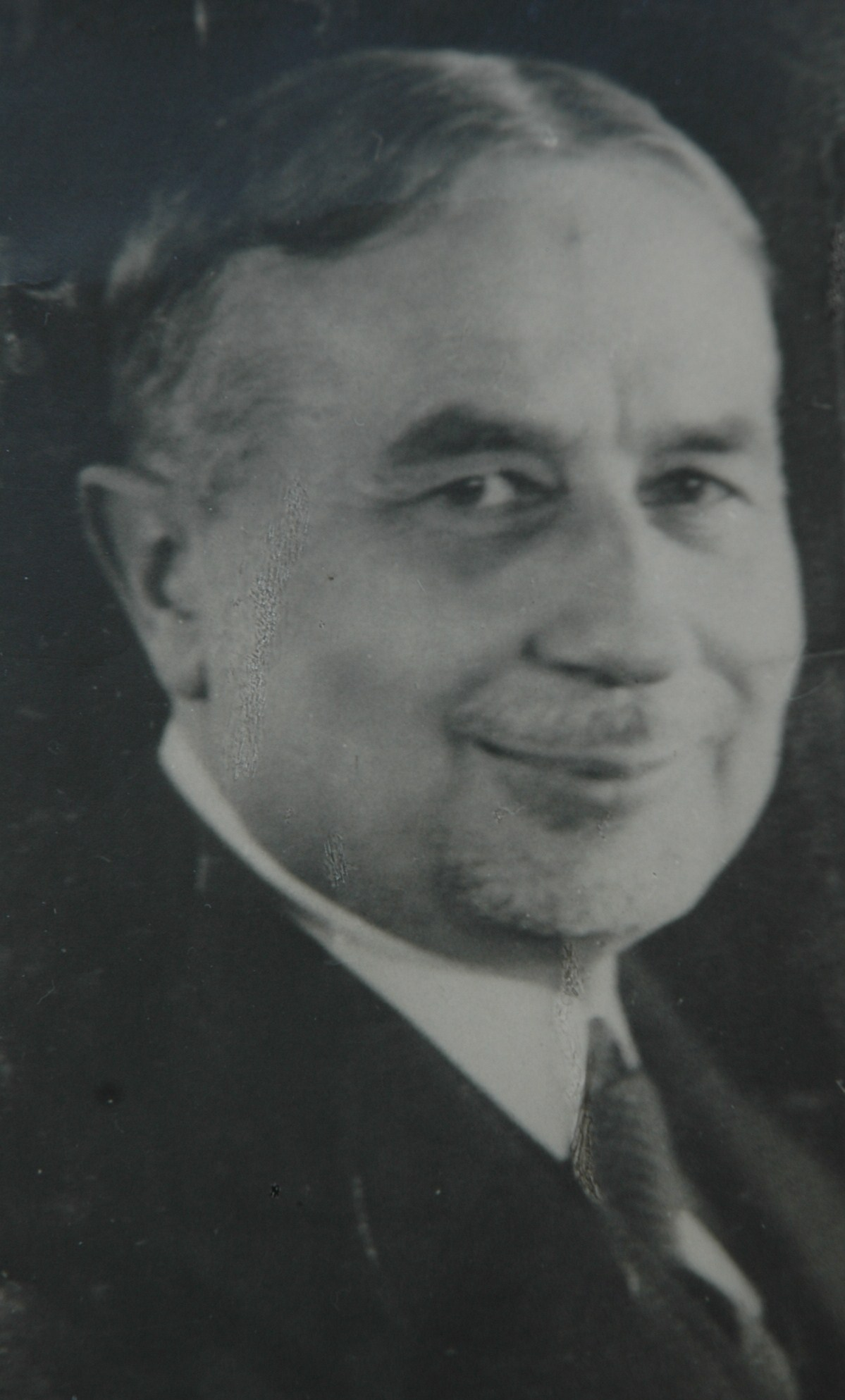
René Jean

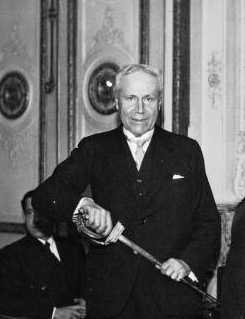
Paul Jamot

- « Dunoyer de Segonzac a beaucoup travaillé. Il observe plus encore et la loyauté n'est pas chez lui qu'une qualité. Elle est la première de ses qualités et quand nous feuilletons ses albums consacrés à la Danse, nous comprenons combien un peintre qui possède à ce point son dessin puisse et doive passer parmi les premiers de ses contemporains pour un jeune maître capable de réaliser bientôt l'œuvre pour laquelle il est né. » - Francis Carco[107]
- « Il ne faut pas hésiter à placer Dunoyer de Segonzac au premier rang des artistes de notre époque. Il s'avère comme un des plus importants. Il s'impose comme un des mieux doués, comme un de ceux dont la vision personnelle sait renouveler l'apparence des êtres, des sites et des choses, pour nous montrer, sous une facette nouvelle, un des aspects de leur multiple et éternelle beauté. » - René-Jean[108]
- « Tout dans cette œuvre est fait d'emportement. Point de spéculations transcendantes ni de grands chocs d'imagination. L'artiste est tendu dans son effort pour voir et pour sentir. Préoccupation trop intense pour permettre d'élaborer des théories sur l'objet même de cette vision et de cette sensation. C'est le besoin de se toujours rapprocher de l'expression directe qui a permis à Dunoyer de Segonzac de maintenir, au milieu des données si complexes de l'art contemporain, l'harmonie et l'unité de son effort. » - Christian Zervos[109]
- « On savait, bien entendu, que Segonzac était, de toute sa génération, celui dont on pouvait envisager l'avenir avec le plus de confiance. La marche régulière de ce talent fort et sain en était la meilleure preuve. Mais qu'il y eût en lui de quoi nous présenter un pareil ensemble, voilà ce qu'on n'osait pas espérer. Car il ne faut pas hésiter à le dire : cette exposition est un événement artistique dont l'importance est capitale. Segonzac n'est pas seulement un bel artiste, c'est un grand artiste. » - François Fosca[110]
- « Son œuvre gravé est plein de charme, de variété et de liberté : il suffirait à la gloire d'un artiste. Quelques-unes de planches pour Bubu de Montparnasse sont exécutées au grattoir, ce qui donne un métier gras et coloré, des effets de lithographie associés à ceux de l'eau-forte ordinaire. Partout des types vivants, des silhouettes d'une vérité saisissante et cependant inattendue, définies d'un trait incisif. Cette vérité est de la même espèce que celle des tableaux, fort au-dessus d'un réalisme terre à terre où d'aucuns voudraient enfermer notre artiste. Il a vu, il a senti, et, devant son imagination, une vision a surgi, combinant, selon un dosage que la critique ne peut mesurer, ce que la réalité extérieure offre à l'artiste et ce que l'artiste, de son intérieur, lui rend. C'est cette vision qu'il nous impose, soit, dans le dessin, par la surprise d'une impression fraîche et vive, soit, dans la peinture, par le magnétisme d'une élaboration lente et méditée. Quand l'artiste est de la race des grands, c'est cette vision que nous appelons encore la vérité. » - Paul Jamot[6]
- « Une probité insolite par ces temps de tricherie. Personne, au zénith de la création contemporaine, ne témoigne actuellement d'une aussi totale loyauté. Très noble artiste que ce seigneur terrien rompu aux salons mais aimant ses galoches. Œuvre dionysiaque où l'amour de la vie supplante la pensée. Hymne païen que l'intensité de sa ferveur rapproche d'une adoration religieuse. » - Michel Ciry[95]
- « Ce qu'il y a d'abord de saisissant chez lui, c'est l'unité d'une carrière où pourtant les moyens d'expression sont particulièrement nombreux. Tous les thèmes l'intéressent, et aussi toutes les techniques, celles de l'aquarelle, de l'huile, de la gravure ; au surplus il restera toujours le plus éblouissant des dessinateurs. Celui qui débite par Isadora Duncan illustrera bientôt L'Éducation sentimentale, puis, continuant cette passionnante enquête à travers un pays de France qui fait de son œuvre d'aquarelliste une des plus admirables de notre temps, il réfléchira pendant de longues années à un des ensembles les plus mûris, les plus riches de pensée : les planches qui illustrent les Géorgiques de Virgile. Il mène ainsi de front les travaux les plus variés, et on peut affirmer que l'œuvre du dessinateur soutient celle de l'aquarelliste, qui, à son tour, épaule celle du graveur et du peintre… En suivant la tradition de Gustave Courbet autant que celle de Paul Cézanne, il donne aux divers éléments d'un paysage les solides assises qui font sa grandeur. » - Jean Alazard[111]

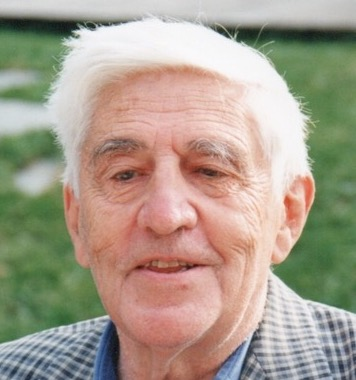
Bernard Dorival

- « Qu'il ait peint le réel en réaliste, soucieux de respecter la vérité tangible, sans la déformer, sans en proposer même une interprétation subjective à l'excès, on ne saurait s'en étonner… Mais voici qu'à être animées par cette intention réaliste, les œuvres de Segonzac en finissent par présenter un aspect éloigné des apparences extérieures. Ses empâtements uniformes donnent à tout - eau, terre, arbres, chair humaine - ce même grain pulpeux et lourd qu'il recherche pour d'autres motifs encore : amour de l'artisanat, sans doute, et du tableau beau en soi, mais goût de la construction aussi, amour du permanent et de l'universel, besoin, enfin, du style et de la tenue… Son goût du style, d'un style un peu crispé à force d'être voulu, au moins dans ses peintures, et auquel il accède avec plus d'aisance dans ses lavis et dans ses aquarelles qui ne sont, à la vérité, que des lavis rehaussés de quelques tons, tous très sobres. C'est là que s'affirment le mieux ses qualités les meilleures : largeur et autorité d'un dessin qui n'en demeure pas moins léger et laisse frémir dans la lumière d'argent les formes cependant robustes et définies ; fougue réfléchie d'une facture assez élaborée pour sembler spontanée ; vérité d'une vision qui se veut objective, mais n'en parvient pas moins à la poésie, une poésie faite d'accord avec les choses de la nature, les forces de la nature, élémentaires et éternelles, la permanence de la vie universelle et toujours singulière. » - Bernard Dorival[9]
- « André Dunoyer de Segonzac, gentilhomme terrien de Boussy-Saint-Antoine, marque délibérément son retour à la nature où la terre, les feuillages drus et les corps nus, dans un même élan, se mêlent à la matière épaisse avec laquelle il triture, laboure et construit son univers. C'est le retour aux "vraies richesses" qui relève de Courbet, de Millet ou de Le Nain, au cours duquel Dunoyer de Segonzac n'a peut-être pas complètement oublié les leçons de Jean-Paul Laurens, son ancien professeur… Hostile à toute pression extérieure, à toute théorie, au risque de paraître inactuel, il n'a songé qu'à servir ses dons personnels qui furent évidents dès 1909 et conformés en 1933 par le prix Carnegie. Bien que marqué par un certain fauvisme fr la forme, il limite sa palette à des teintes spartiates, où l'on trouve, en particulier, des ocres, des terres qui représentaient son amour pour les réalités solides à côté de l'animation des cadmiums. Il fut - quels que soient le thème choisi et le lieu, picturalement transposé - soucieux de ne pas créer de dissonances, de ne pas disperser les formes essentielles qu'il entendait traduire dans sa toile. Pour lui, la qualité pictuale se trouve non dans l'éclat, mais dans la densité, non dans les contrastes et la violence, mais dans l'unité. » - René Huyghe de l'Académie française et Jean Rudel[112].
- « En 1918, quelques artistes sincères, recherchant le calme après la tempête et faisant fi de toutes étiquettes, gravent loyalement ce qu'ils ont sous les yeux ; ce sont les réalistes. Le plus grand de tous, le génial Dunoyer de Segonzac, célèbre les horizons du Midi à Saint-Tropez dans les remarquables eaux-fortes de la Ferma à l'aire. Il chante aussi l'Île-de-France dans les célèbres Paysages du Morin. Il a conservé le souvenir de ses amis dans les portraits gravés de Colette, Léon-Paul Fargue et André Gide. De sa première à sa dernière œuvre, Segonzac reste égal à lui-même. Artiste de plein air, il emporte ses cuivres sur le terrain et il grave, comme un autre dessinerait, saisissant directement et d'instinct ce qui doit être dit. Segonzac peut être considéré comme un des plus grands aquafortistes du XXe siècle. » - Eugène Rouir[37]
- « Aussi peu soucieux de conformisme que d'anticonformisme, il s'est toujours tenu à l'écart des préoccupations des peintres de sa génération, restant fidèle aux spectacles de la vie quotidienne et de la nature, comme on peut le constater en étudiant son œuvre qui, selon Élie Faure, est "sensualité directe, totale, intelligente, éprise des arabesques expressives que chargent la sève et le sang, mouvement des fonds et des formes vers l'unité globale et remuante de l'objet"… Comparé à celui d'autres graveurs plus déformateurs techniquement et visuellement, écrira Jean Bouret, l'art de Dunoyer de Segonzac reste traditionnel ; il enclôt néanmoins un ton de modernité qui ne trompe pas. Il a aussi pour lui une grande qualité : sa jeunesse d'émotion et d'expression. » - Les Muses - Encyclopédie des arts[11]
- « Il s'est toujours senti solidaire de Camille Corot, de Gustave Courbet, de Johan Barthold Jongkind et des grands Impressionnistes que la galerie Durand-Ruel fut la toute première à deviner et à soutenir héroïquement. À l'inverse des habiles et des incertains passant de vérité en vérité et de style en style pour renaître, méconnaissables, de leurs cendres, déjà avant la Grande Guerre, Segonzac s'était trouvé sans presque avoir eu à se chercher. Son aristocratie foncière, sa résistance à tout ce qui est mode, attitude, maniérisme, l'ont préservé des faux pas et des volte-face. L'âme aussi limpide que le regard, cœur solide qu'aucune sensiblerie n'égare, dessiner, graver, peindre, il ne connut jamais d'autre raison d'être ; c'est là le meilleur moyen pour lui d'oublier, si émerveillé qu'il fût par elle, le peu qu'est la vie. Cet ennemi des honneurs et de toute consécration offisielle n'usa de son charme, de sa fantaisie d'observation, de sa sociabilité, que pour protéger sa solitude, autrement dit son travail… C'est en différenciant les tons et les valeurs les plus rapprochées - quelque procédé dont il use - que Segonzac s'est surpassé. Toute bonne peinture est, pour citer un mot qu'il aime, faite avant tout de tenue et de retenue, et non des contrastes, des provocations, des désaccords où notre époque désaxée a cru trop souvent voir les signes de la puissance et de l'originalité. » - Claude Roger-Marx[33]
- « Sans abandonner complètement la peinture à l'huile, Dunoyer de Segonzac s'orientera de plus en plus vers l'aquarelle, le dessin et l'illustration. Maniant avec une science consommée l'aquarelle à laquelle il mêle volontiers le crayon, la plume et la gouache, il en fera son medium préféré, produisant des œuvres ayant une puissance et une ampleur digne de la peinture à l'huile. Le dessinateur n'est pas moins important, car dès 1909, Dunoyer de Segonac s'est intéressé au monde de la danse (Nijinsky, Isadora Duncan[60], Ida Rubinstein, à celui du cirque, celui de la boxe, semant tout au long e sa carrière d'innombrables croquis. Il convient aussi de faire état du graveur qui compte parmi les plus importants de notre époque… Dunoyer de Segonzac compte parmi le petit nombre des peintres qui ont voulu rester fidèles aux leçons du passé. Il y a apporté une robustesse, mais aussi un sens de l'harmonie et de la mesure où ses admirateurs ont voulu voir la persistance d'une certaine tradition française. » - Dictionnaire universel de la peinture - Le Robert[39]
- « Son univers oscille entre le soleil de Provence et la vie parisienne, entre l'Afrique, l'Espagne et l'Italie. Autant de thèmes d'inspiration que l'on retrouve dans l'œuvre d'un peintre qui crie sa passion de la terre et le bien-être qu'il éprouve à s'en sentir le maître respectueux. Dunoyer de Segonzac érige ce qu'il appelle la "tenue" en principe essentiel de l'œuvre d'art. Il s'agit d'être capable de dominer son sujet, d'attribuer à chaque chose son importance. C'est de la "tenue" que viennent le rythme, l'harmonie, et cette satisfaction complète dont l'essentiel de ses œuvres témoigne. » - Patrick-F. Barrer[113]
- « Il se situe dans l'histoire de l'art moderne comme le peintre le plus classique et le plus strictement indépendant au sens du terme de l'École de Paris entre les deux guerres : hors des modes, il a toujours accompli son œuvre et même sa carrière sans se soucier des différents mouvements qui s'échafaudaient autour de lui. Pas d'évolution non plus : on aurait tort de chercher à distinguer chez lui des périodes. Il s'épanouit au contact direct de la nature ("Segonzac ne peut rêver que face au motif et l'œil grand ouvert" disait Claude Roger-Marx), reprenant sans cesse ses thèmes favoris : la rivière, l'arbre, la ferme, l'oliveraie, le village et son église, dans des harmonies de verts de bleus et d'ocres. Ses tons sourds, aux valeurs rapprochées, exaltent les contours d'un paysage, d'un nu, d'une nature morte. Segonzac les fait vibrer avec plus de bonheur dans ses aquarelles que dans ses toiles, si l'on excepte ses huiles signées avant 1920, chefs-d'œuvre de robustesse paysanne et sensuelle. » - Gérald Schurr[114]

## Prix et distinctions

### Prix
- 1933 : prix de la fondation Carnegie de Pittsburgh[115],[112].
- 1934 : prix de la Biennale de Venise[115],[10].
- 1964 : grande médaille de la Ville de Paris.

### Distinctions
- 1947 : membre la Royal Academy de Londres.
- 1948 : membre associé de l’Académie royale de Belgique.

## Hommages
- Lors du couronnement d'Élisabeth II à Londres en 1953, le président de la République Vincent Auriol offrit à la jeune reine deux aquarelles d'André Dunoyer de Segonzac[83],[40].
- La galerie d'art Albright-Knox de Buffalo (New York) conserve l'un des six exemplaires du buste en bronze d'André Dunoyer de Segonzac, œuvre de Charles Despiau[23].
- Le musée national d'Art moderne de Paris conserve le portrait d'André Dunoyer de Segonzac dessiné par Marie Elisabeth Wrede (en)[116].
- Le nom d'André Dunoyer de Segonzac a été attribué au collège de sa commune natale de Boussy-Saint-Antoine, à une résidence universitaire à Guyancourt, une allée à Vannes, une rue à Nice, et à une école à Antony.

### Presse
- Claude Roger-Marx, « Dunoyer de Segonzac », L'Amour de l'art, mai 1921.
- Roger Allard, « Dunoyer de Segonzac », La Revue universelle, 1er novembre 1921.
- Le Crapouillot, 16 mai 1921, dessin d'André Dunoyer de Segonzac (Nu) en couverture.
- Jacques de Laprade, « Dunoyer de Segonzac », Beaux-Arts, 25 décembre 1936.

### Radiophonie
- Interview d'André Dunoyer de Segonzac, Radio-Nice, 1955, Fonds Archives départementales des Alpes-Maritimes, Documents sonores isolés, 1AV107, mis en ligne le 1er décembre 2014 (écouter en ligne).

### Filmographie
- Dunoyer de Segonzac (1962), film documentaire en couleur réalisé par Michèle Brabo (1916-2013), musique de Tony Aubin, commentaires de Robert Rey lus par Françoise Spira et Colette, production des films Septentrion. Il a obtenu la plaque du Lion de Saint-Marc à la 5e Exposition internationale du film sur l'art à Venise en 1962 (OCLC 77219194).
- Jean Melchior Delpias, Au long de l'Yerres à Boussy-Saint-Antoine, sur les pas d'André Dunoyer de Segonzac, 2020 (visionner en ligne - Source : YouTube ; durée : 4'12").

### Iconographie
- Photographie d'André Dunoyer de Segonzac par George Platt Lynes, 1934, collections Art Institute of Chicago (consulter en ligne).
- Photographie d'André Dunoyer de Segonzac dessinant sur le motif par Todd Webb, 1948, collections du musée des Beaux-Arts de Houston (consulter en ligne).